# 놀이공원

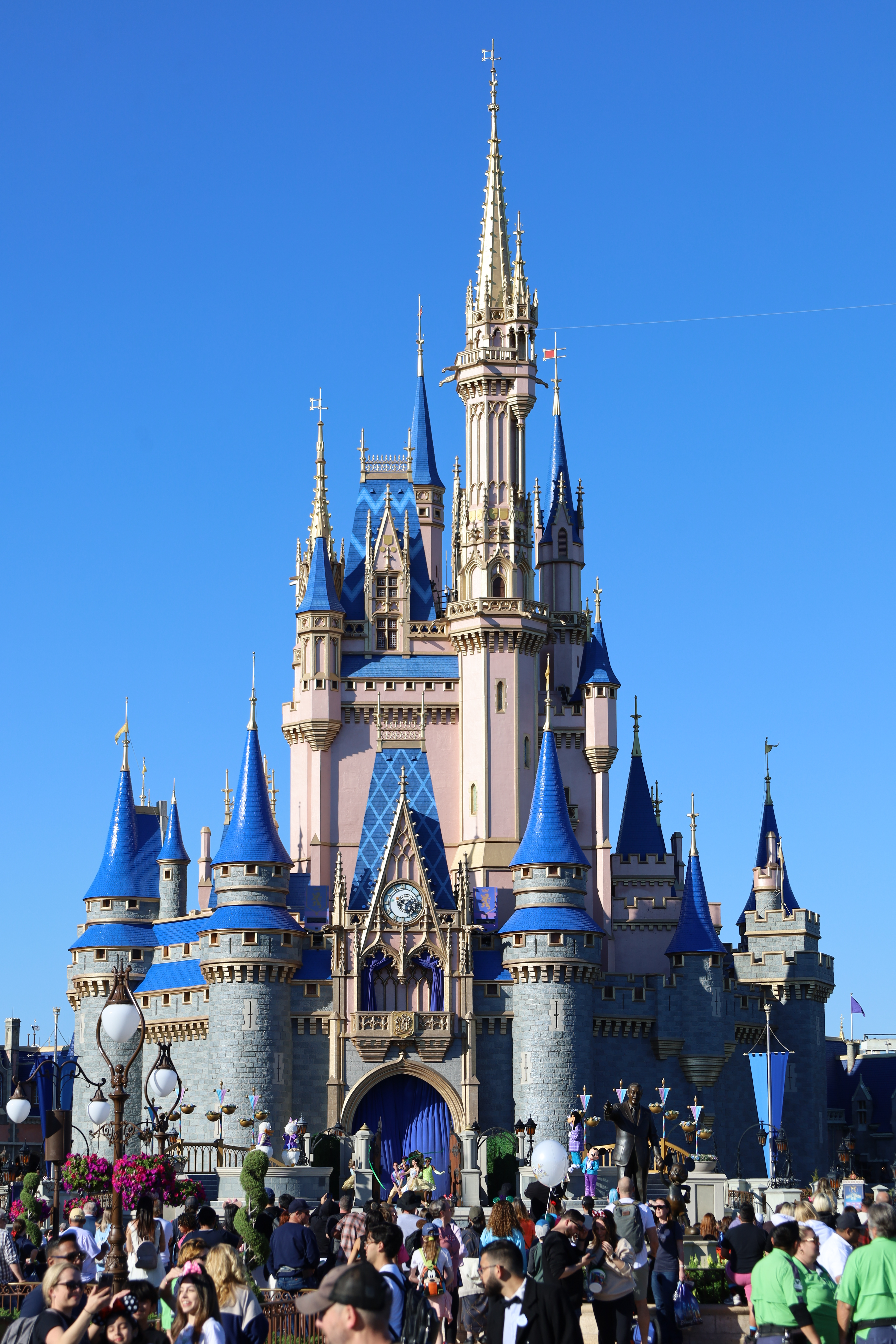
플로리다 베이 레이크에 위치한 월트 디즈니 월드 리조트의 매직 킹덤의 상징인 신데렐라 성

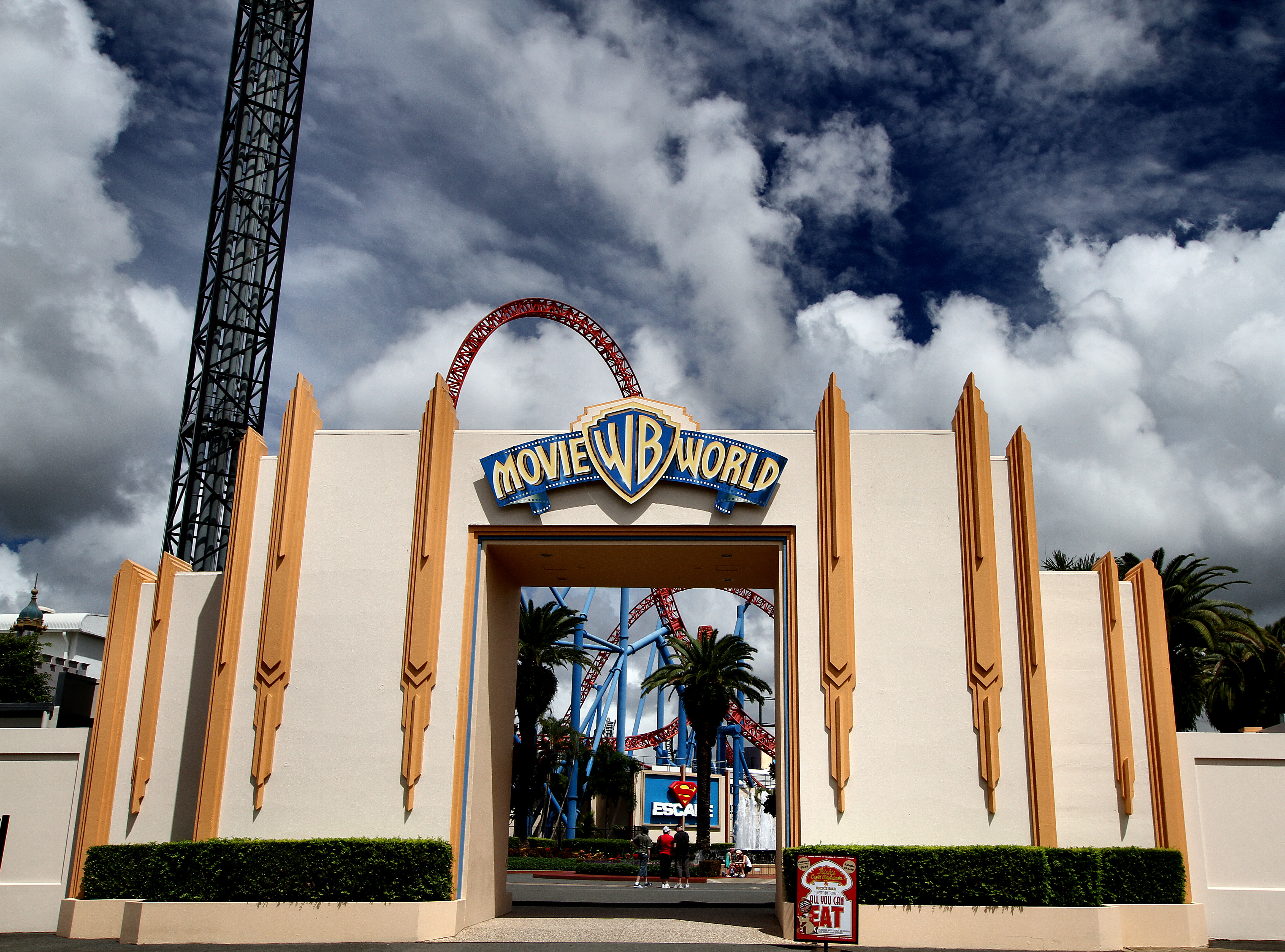
오스트레일리아 퀸즐랜드의 워너 브라더스 무비 월드 입구

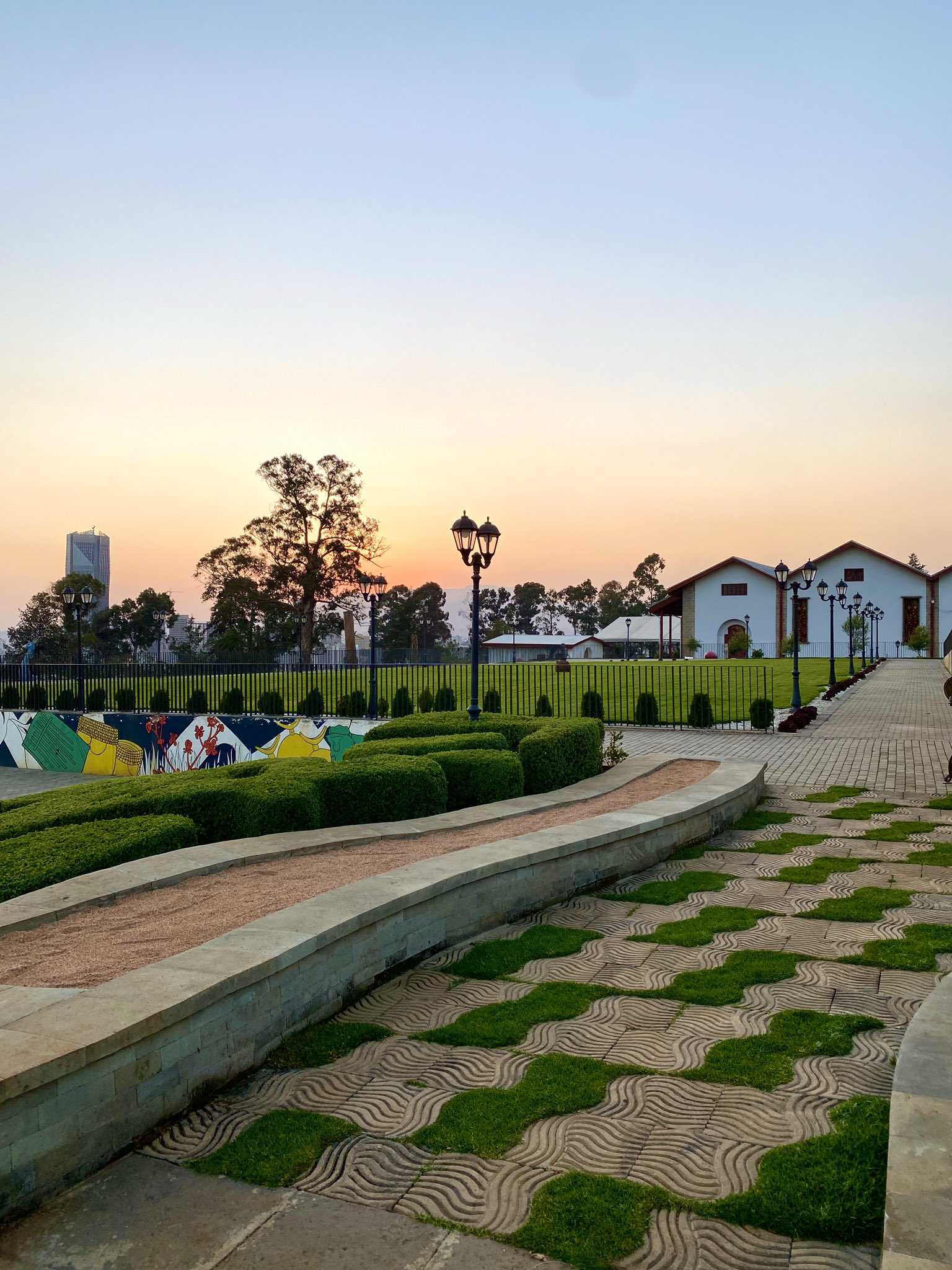
아디스아바바의 유니티 파크 동물원

놀이공원(영어: amusement park, 문화어: 유희장) 또는 놀이동산, 유원지는 놀이기구, 게임, 엔터테인먼트 이벤트 등 다양한 명소를 갖춘 공원이다. 테마파크는 놀이공원의 한 종류로, 중앙 테마를 중심으로 구조와 명소를 배치하며, 종종 여러 개의 다른 테마 구역을 포함한다. 임시적이고 이동식인 이동식 놀이공원과 이동식 유원지와는 달리, 놀이공원은 고정되어 있으며 장기간 운영을 위해 건설된다. 도시 공원이나 놀이터보다 더 정교하며, 일반적으로 다양한 연령대를 위한 명소를 제공한다. 놀이공원에는 종종 테마 구역이 있지만, 테마파크는 특정 주제나 주제 그룹을 중심으로 더 복잡하게 설계된 테마에 더 중점을 둔다.
놀이공원은 유럽의 박람회, 유람지, 그리고 사람들의 레크리에이션을 위해 만들어진 넓은 소풍 지역에서 발전했다. 세계 박람회와 다른 종류의 국제 박람회도 놀이공원 산업의 출현에 영향을 미쳤다.
바켄 ( "언덕")은 덴마크 클람펜보르에, 부르스텔프라터는 오스트리아 빈에, 그리고 티볼리 공원은 덴마크 코펜하겐에 위치하며, 세계에서 가장 오래된 세 개의 운영 중인 놀이공원이다. 1846년에 개장한 레이크 컴파운스는 북아메리카에서 가장 오래된, 지속적으로 운영되는 놀이공원으로 여겨진다.
대한민국에서 처음으로 세워진 놀이공원은 1973년 5월 5일에 만들어진 서울어린이대공원이다. 놀이기구와 동물원과 식물원까지 갖추었다. 이 밖에도 롯데월드, 서울랜드, 에버랜드, 경주월드, 이월드 등 많은 놀이공원들이 있다.

## 역사

### 기원

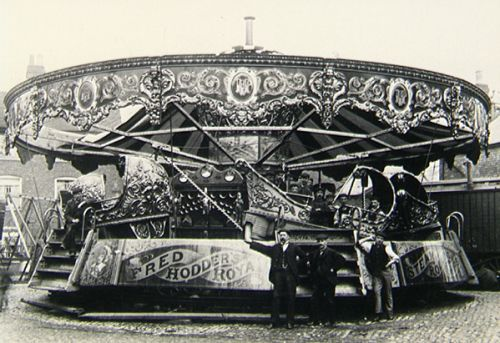
프레데릭 새비지의 '육상 바다' 회전목마는 승객들이 바다에 있는 것처럼 위아래로 움직이도록 만들어졌으며, 1880년 잉글랜드 드림랜드 마게이트에 설치된 최초의 놀이기구였다.

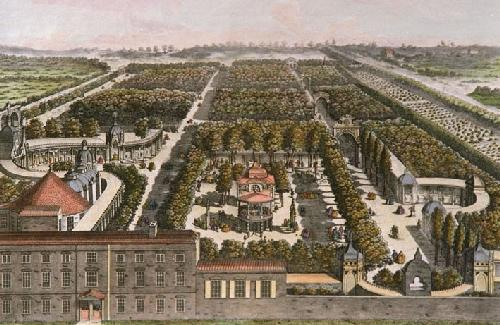
1661년 설립된 램버스의 복스홀 가든스, 영국 최초의 유람지 중 하나

놀이공원은 유럽 중세 시대의 전통에서 발전했다. 놀이공원은 박람회, 카니발, 테마파크의 요소를 결합하도록 설계된 현대적인 형태이다. 놀이공원의 초기 사례로는 바톨로뮤 박람회가 있다. 18세기와 19세기에는 기형쇼, 곡예, 마술, 저글링을 관람하고, 경연 대회에 참가하며, 머내저리를 거닐 수 있는 대중을 위한 오락 장소로 발전했다.
1860년대와 1870년대의 혁신 물결은 증기 동력 회전목마(아일셤 박람회의 토마스 브래드쇼 제작)와 그 파생물, 특히 킹스린의 프레데릭 새비지가 전 세계로 수출한 박람회 장비와 같은 기계식 놀이기구를 탄생시켰다. 그의 "달리는 말" 혁신은 오늘날의 회전목마에서도 볼 수 있다. 이는 노동계급이 여가 수입을 오락에 점차 더 많이 소비할 수 있게 되면서 현대 유원지 놀이기구의 시대를 열었다.
두 번째 영향은 유람지였다. 세계에서 가장 오래된 놀이공원인 바켄("언덕")은 1583년 본토 유럽에서 개장했다. 덴마크 코펜하겐 북쪽 클람펜보르에 위치한다. 많은 유럽 국가에서 전통적인 놀이공원은 유람지에서 발전했으며, 기계식 놀이기구와 조경 공간, 라이브 음악, 계절 축제를 결합했다.
초기 정원의 또 다른 예는 1661년 런던에 설립된 복스홀 가든스이다. 18세기 후반에 이 장소는 많은 명소에 입장료를 부과했다. 이곳은 정기적으로 엄청난 인파를 끌어모았으며, 그 길은 종종 로맨틱한 만남의 장소로 유명했다. 줄타기 곡예사, 열기구 승천, 콘서트, 불꽃놀이가 오락을 제공했다. 비록 정원은 원래 엘리트 계층을 위해 설계되었지만, 곧 다양한 사회 계층이 모이는 장소가 되었다. 메릴본 가든스에서는 대중 불꽃놀이가 열렸고, 크리모른 가든스는 음악, 춤, 동물 곡예 공연을 제공했다.
오스트리아 빈에 위치한 프라터는 1766년 대중의 즐거움을 위해 개방된 왕실 사냥터로 시작되었다. 이어서 커피하우스와 카페가 생겨났고, 이는 부르스텔프라터가 놀이공원으로 시작되는 계기가 되었다.
오락을 위한 고정된 공원의 개념은 세계 박람회의 시작과 함께 더욱 발전했다. 최초의 세계 박람회는 1851년 영국 런던에 랜드마크인 수정궁을 건설하면서 시작되었다. 이 박람회의 목적은 세계 각국의 산업적 성과를 기념하는 것이었으며, 방문객을 교육하고 즐겁게 하도록 설계되었다.

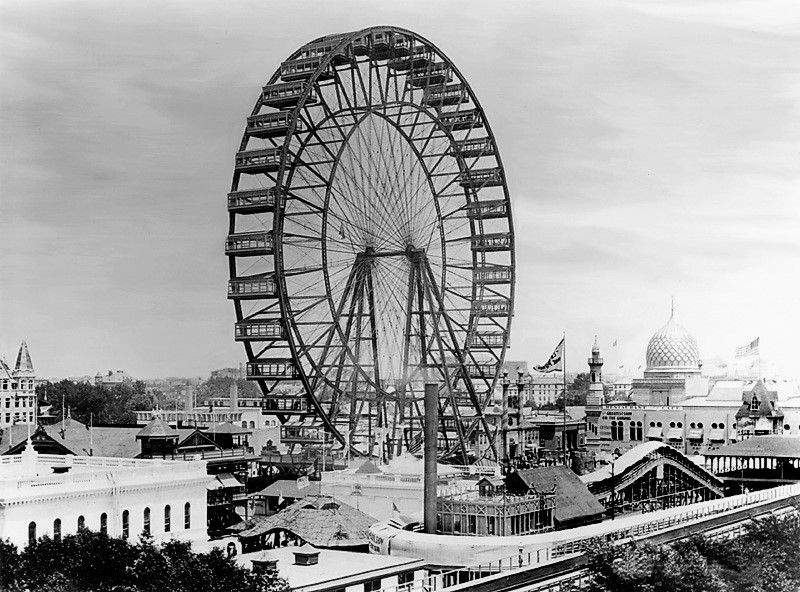
1893년 시카고 1893년 만국 박람회의 오리지널 페리스 휠

미국에서는 도시와 기업들도 세계 박람회를 경제 및 산업 성공을 과시하는 방법으로 보았다. 1893년 일리노이주 시카고에서 열린 1893년 만국 박람회는 현대 놀이공원의 초기 전조였다. 박람회는 오락, 공학, 교육을 결합하여 대중을 즐겁게 하는 밀폐된 장소였다. 방문객들을 현혹시키기 위해 "하얀 도시"의 불빛으로 눈부시게 만들었고, 성공적으로 그렇게 했다. 박람회가 재정적으로 성공하도록 하기 위해, 기획자들은 미드웨이 플레잔스라는 전용 유원지 구역을 포함시켰다. 이 박람회의 놀이기구들은 방문객들과 전 세계 놀이공원들의 상상력을 사로잡았다. 예를 들어, 최초의 강철 페리스 휠은 1896년까지 프라터와 같은 다른 많은 놀이 구역에서 발견되었다. 또한, 경이로움, 놀이기구, 문화, 진보(전기)가 있는 밀폐된 이상적인 도시의 경험은 환상적인 장소의 창조를 기반으로 했다.
콜럼버스 박람회에서 소개된 "미드웨이"는 대부분의 놀이공원, 박람회, 카니발, 서커스의 표준 부분이 되었다. 미드웨이에는 놀이기구뿐만 아니라 사격 갤러리, 전자오락실, 도박, 쇼와 같은 다른 매점과 오락거리도 포함되었다.

### 트롤리 공원과 유원지
많은 현대 놀이공원들은 과거에 대중에게 일일 여행이나 주말 휴가로 인기를 얻었던 유람 리조트에서 발전했다. 예를 들어, 영국 블랙풀과 미국 코니아일랜드와 같은 해변 지역이 그러하다. 미국에서는 일부 놀이공원이 강과 호수 변에 설립된 소풍 숲에서 성장했는데, 이곳은 수영과 수상 스포츠를 제공했다. 예를 들어, 1846년 그림 같은 소풍 공원으로 처음 설립된 코네티컷의 레이크 컴파운스와 1870년대 코네티컷강을 따라 설립된 리버사이드 공원이 그러하다.
중요한 것은 대중을 해변이나 리조트 장소로 데려오는 것이었다. 대서양에 있는 뉴욕 브루클린의 코니아일랜드의 경우, 1829년부터 마차철도 노선이 즐거움을 찾는 사람들을 해변으로 데려왔다. 1875년에는 100만 명의 승객이 코니아일랜드 철도를 탔고, 1876년에는 200만 명이 코니아일랜드를 방문했다. 호텔과 유원지는 해변에서 상류층과 노동계급 모두를 수용하기 위해 건설되었다. 최초의 놀이기구인 회전목마는 1876년에 설치되었고, 최초의 롤러코스터인 "스위치백 철도"는 1884년에 설치되었다.

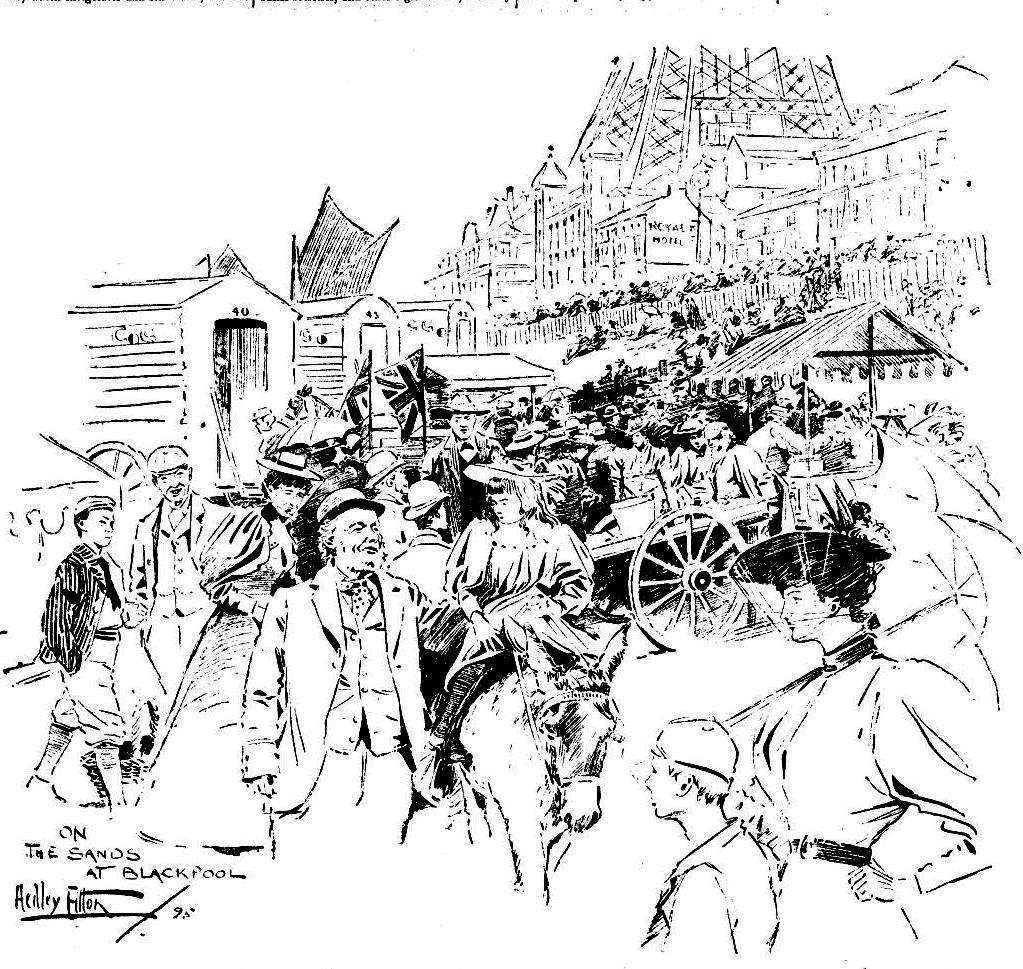
1895년 영국 블랙풀의 블랙풀 해변

잉글랜드에서 블랙풀은 1700년대부터 인기 있는 해변 휴양지였다. 1846년 주요 프레스턴 앤 와이어 공동 철도 노선에서 블랙풀로 가는 블랙풀 지선 철도가 완공되면서 해변 리조트로 명성을 얻었다. 철도를 통해 갑작스럽게 방문객이 유입되면서 기업가들은 숙박 시설을 짓고 새로운 명소를 만들 동기를 얻었고, 이는 더 많은 방문객과 1850년대와 1860년대 내내 빠른 성장을 가져왔다.

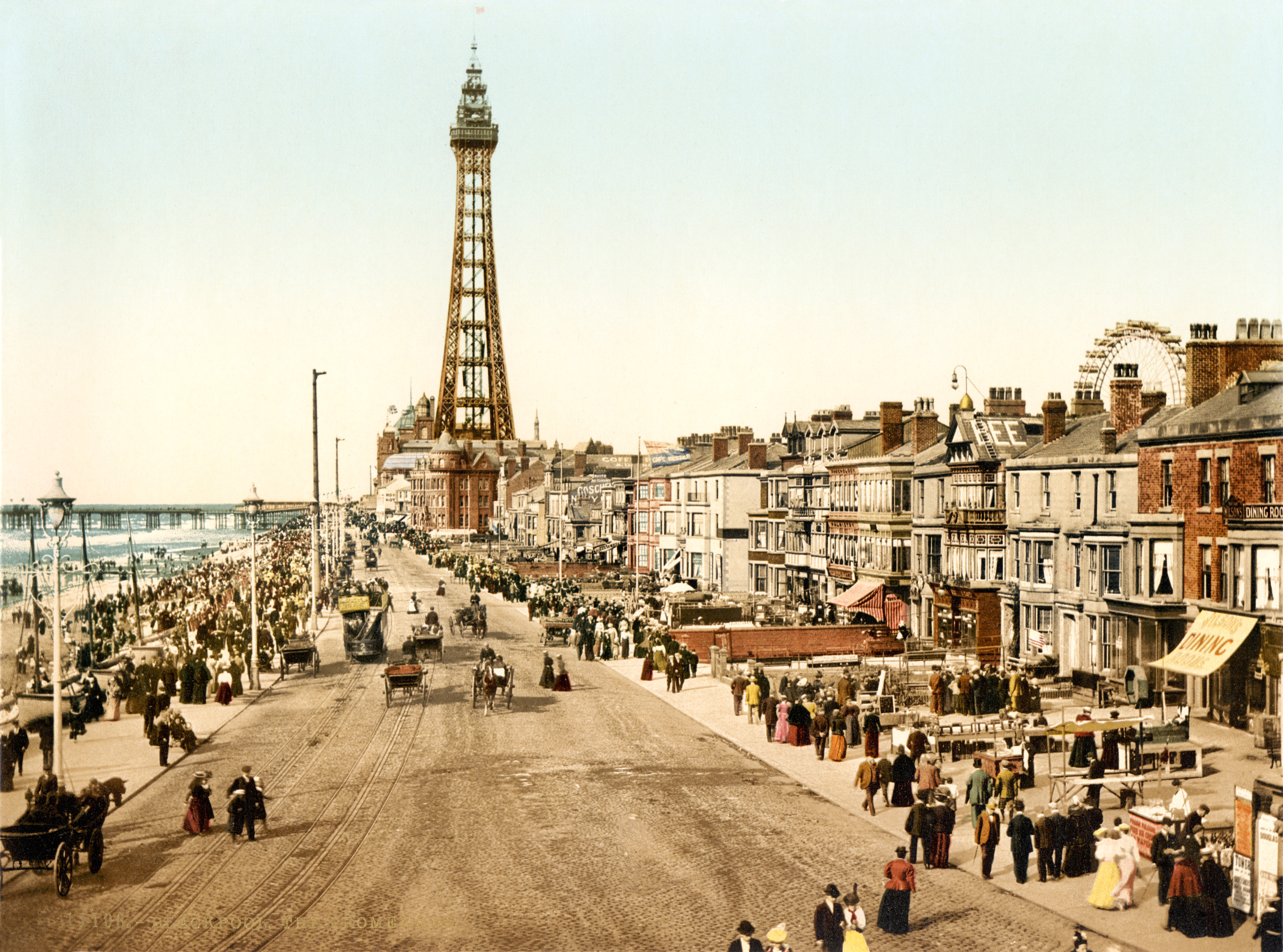
1898년 경 영국 블랙풀의 프롬나드에 있는 포토크롬

1879년, 블랙풀 산책로의 상당 부분이 전선으로 연결되었다. 조명과 그에 따른 행렬은 블랙풀이 잉글랜드 북부에서 가장 유명한 휴양지로서의 지위와 노동계급적인 특성을 강화했다. 이는 오늘날의 블랙풀 일루미네이션의 선구자였다. 1890년대에는 도시 인구가 35,000명이었고, 250,000명의 휴가객을 수용할 수 있었다. 일주일 동안 머무는 연간 방문객 수는 300만 명으로 추정되었다.
19세기 마지막 10년 동안, 많은 미국 대도시에서 전기 노면전차 노선이 개발되었다. 노면전차 노선을 설립한 회사들은 이러한 노선의 목적지로 트롤리 공원을 개발했다. 애틀랜타의 폰세 드 레온 공원이나 레딩의 카르소니아 공원과 같은 트롤리 공원은 처음에는 인기 있는 자연 레저 장소였으나, 나중에 지역 노면전차 회사들이 이 부지를 매입하여 소풍 숲에서 정기적인 오락, 기계식 놀이기구, 댄스 홀, 스포츠 경기장, 보트 타기, 레스토랑 및 기타 리조트 시설을 포함하도록 확장했다.

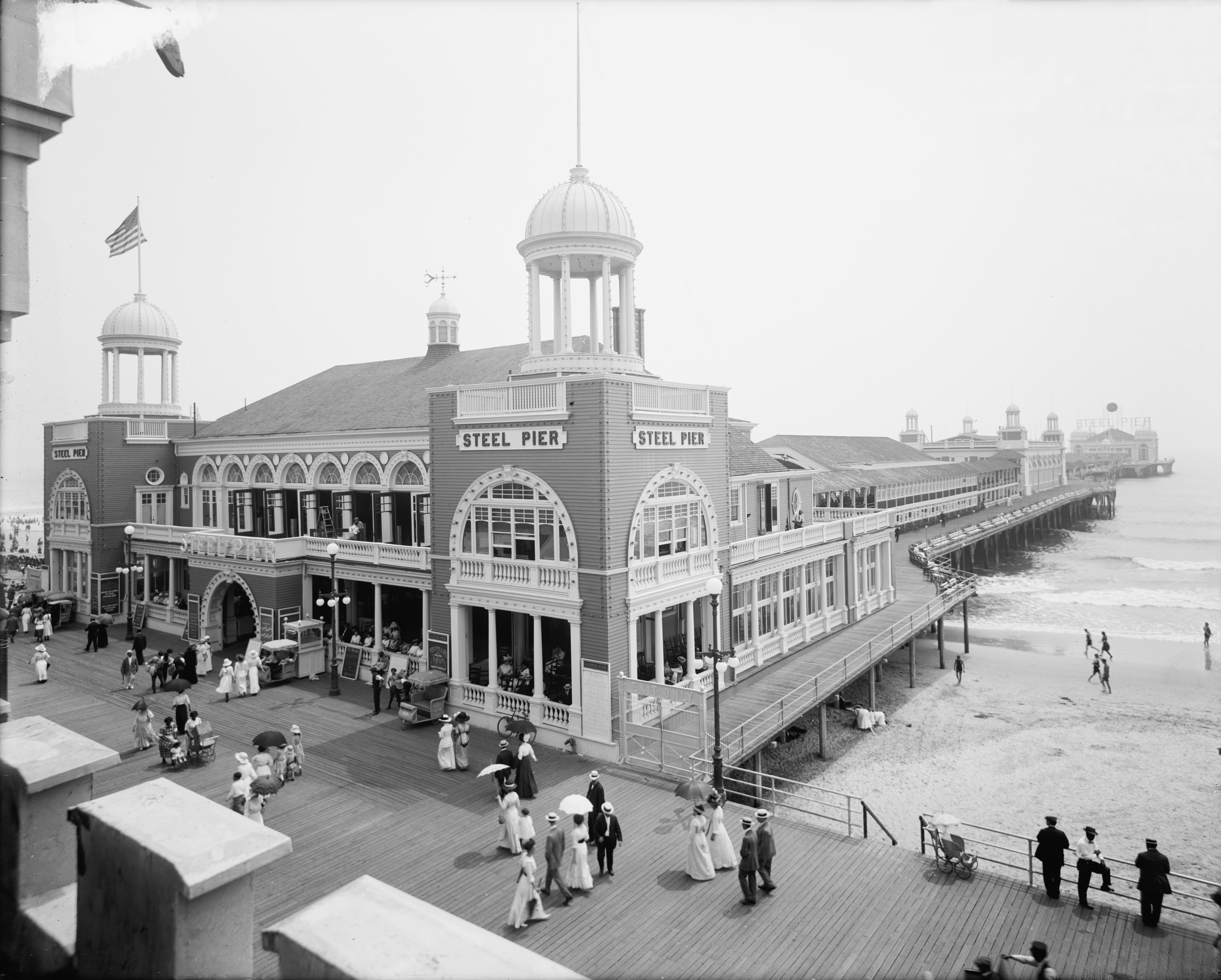
뉴저지주 애틀랜틱시티의 스틸 피어, 1910년대

이러한 공원들 중 일부는 뉴저지주와 뉴욕의 해변과 같은 해수욕장 리조트 지역에 개발되었다. 뉴저지의 대표적인 예는 유명한 휴가 리조트인 애틀랜틱시티였다. 기업가들은 해변에서 바다 위로 뻗어나가는 부두에 놀이공원을 세웠다. 여러 곳 중 첫 번째는 1891년의 오션 피어였고, 이어서 1898년의 스틸 피어가 뒤를 이었으며, 둘 다 당시의 전형적인 놀이기구와 명소, 예를 들어 미드웨이 스타일 게임과 전차 놀이기구를 자랑했다. 해변에는 또한 1892년 윌리엄 소머스가 설치한 최초의 로터리 어라운드가 있었는데, 이는 페리스 휠의 나무 전신이었다. 소머스는 애즈베리파크, 뉴저지 및 코니아일랜드, 뉴욕에도 두 개를 더 설치했다.
또 다른 초기 공원은 1891년 뉴욕을 내려다보는 허드슨강 강변에 개장한 엘도라도 놀이공원이었다. 이 공원은 25에이커 규모였다.

### 현대 놀이공원

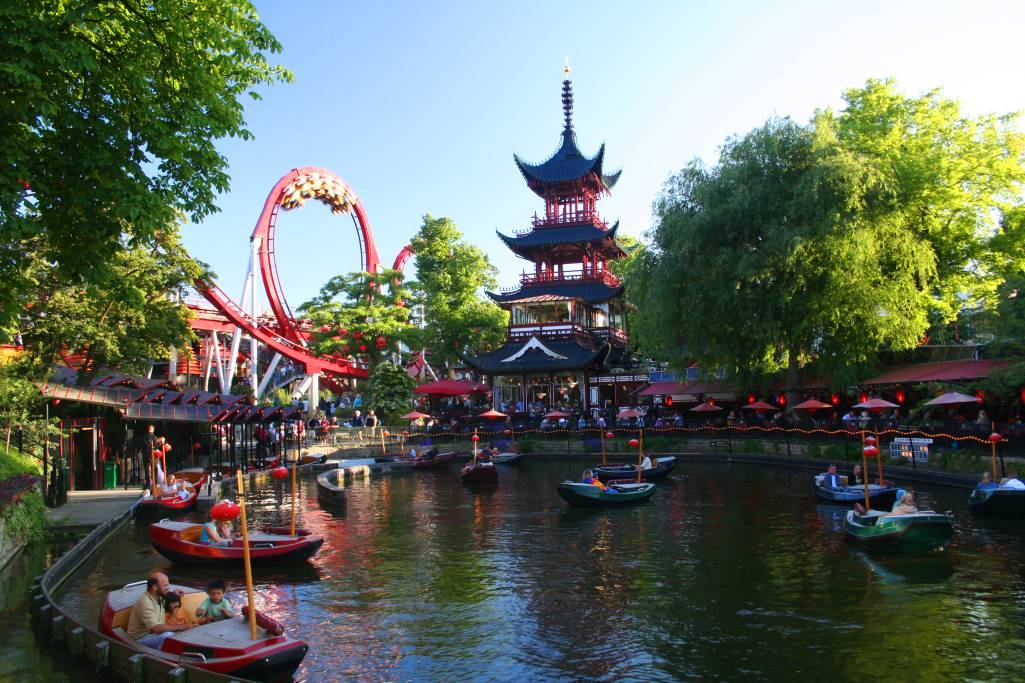
1843년에 개장한 덴마크 코펜하겐의 티볼리 공원. 티볼리는 끊임없이 진화하고 있으며, 1844년 게오르그 칼스텐센은 "티볼리는 결코 완성되지 않을 것입니다"라고 말했다. 한 세기가 조금 넘은 후에 월트 디즈니가 자신의 티볼리에서 영감을 받은 테마파크에 대해 "디즈니랜드는 결코 완성되지 않을 것입니다. 세상에 상상력이 남아있는 한 계속 성장할 것입니다"라고 말하며 비슷한 감정을 표현했다.

최초의 영구적이고 독립적인 회사가 운영하는 밀폐형 오락 공간은 1895년 브루클린의 코니아일랜드에 있는 시 라이온 공원에서 설립되었다. 이 공원은 공원 입장료와 더불어 공원 내 놀이기구에 대한 입장권을 판매한 최초의 공원 중 하나였다.
1897년, 시 라이온 공원 옆에 스티플체이스 공원이 문을 열었는데, 이는 코니아일랜드 지역에 개장한 세 개의 주요 놀이공원 중 첫 번째였다. 조지 틸리오우는 스릴과 오락을 제공하기 위해 공원을 설계했다. 뉴욕의 인근 인구 밀집 지역과 이 지역에 대한 접근성의 용이성이 결합되어 코니아일랜드는 미국 놀이공원의 전형이 되었다. 코니아일랜드에는 또한 루나파크 (1903)와 드림랜드 (1904)가 있었다. 코니아일랜드는 대성공을 거두었으며, 1910년까지 하루 방문객 수가 100만 명에 달할 수 있었다. 프레데릭 잉거솔의 노력에 힘입어 그 이름을 빌린 다른 "루나파크"들이 전 세계적으로 빠르게 건설되어 큰 호평을 받았다.
잉글랜드 최초의 놀이공원인 블랙풀 플레저 비치는 1896년 W. G. 빈에 의해 개발되어 개장했다. 1904년에는 하이럼 스티븐스 맥심의 계류 비행기가 도입되었는데, 그는 증기기관으로 구동되는 초기 항공기를 설계했지만 성공하지 못했고, 대신 중앙 파일론 주위를 회전하는 비행 마차를 이용한 오락용 놀이기구를 개장했다. 다른 놀이기구로는 '그로토'(환상적인 놀이기구), '리버 케이브'(풍경 철도), 물놀이 슈트 및 터보건 타워가 있었다.
그 당시에는 많은 놀이공원 건축물이 나무로 되어 있었기 때문에 화재가 끊임없는 위협이었다. 1911년, 드림랜드는 코니아일랜드 놀이공원 중 처음으로 완전히 불에 탔고, 1944년에는 루나파크도 전소되었다. 잉거솔의 루나파크 대부분도 비슷하게 파괴되었는데, 보통 방화로 인해 그가 1927년에 사망하기 전에 발생했다.

### 20세기

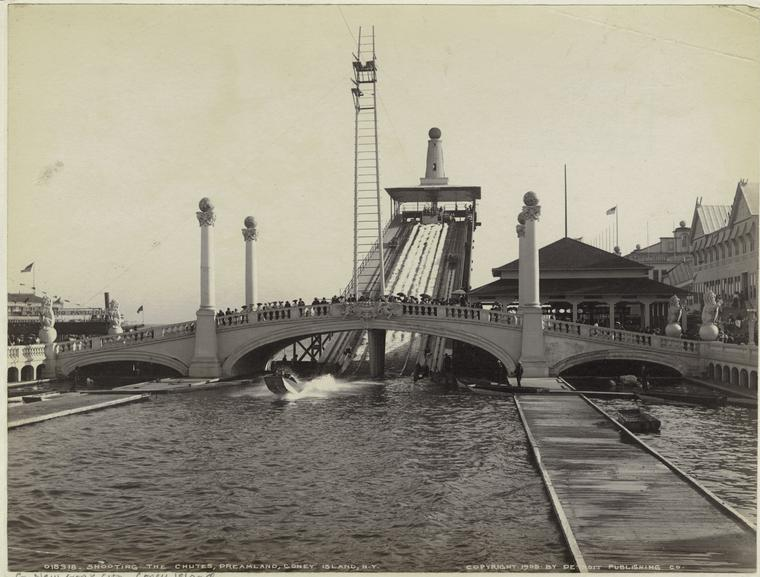
1905년 경 코니아일랜드의 드림랜드의 슈트 더 슈트 놀이기구

도금 시대 동안 많은 미국인들은 근무 시간이 줄어들었고 가처분 소득이 늘어났다. 새로 생긴 돈과 여가 시간을 오락 활동에 쓰면서 미국인들은 새로운 오락 장소를 찾았다. 주요 도시 외곽과 시골 지역에 세워진 놀이공원들은 이러한 새로운 경제적 기회를 충족시키기 위해 등장했다. 이 공원들은 현실로부터의 환상과 탈출의 원천 역할을 했다. 1900년대 초까지 수백 개의 놀이공원이 미국과 캐나다에서 운영되고 있었다. 많은 도시 외곽에는 트롤리 공원이 있었다. 애틀랜타의 폰세 드 레온과 오하이오주 영스타운 근처의 이도라 공원과 같은 공원들은 승객들을 전통적으로 인기 있는 피크닉 장소로 데려갔으며, 1890년대 후반에는 자이언트 스윙, 회전목마, 플룸라이드와 같은 놀이기구도 종종 포함되었다. 이러한 놀이공원들은 종종 전국적으로 유명한 공원이나 세계 박람회를 기반으로 했으며, 코니아일랜드, 화이트 시티, 루나파크, 또는 드림랜드와 같은 이름을 가졌다. 미국의 도금 시대는 사실 1920년대 후반까지 지배했던 놀이공원의 황금기였다.
놀이공원의 황금기에는 키디 파크의 등장도 포함되었다. 1925년에 설립된 오리지널 키디 파크는 텍사스주 샌안토니오에 위치하고 있으며, 2022년 시점에서 운영 중이다. 키디 파크는 제2차 세계 대전 이후 미국 전역에서 인기를 얻었다.
이 시대에는 승객에게 스릴을 주기 위해 급경사와 속도를 포함하는 새로운 롤러코스터 혁신이 나타났다. 제1차 세계 대전이 끝날 무렵, 사람들은 더욱 흥미로운 오락을 원했고, 롤러코스터가 이러한 요구를 충족시켰다. 자동차의 발전이 사람들에게 오락 요구를 충족시킬 더 많은 선택지를 제공했지만, 전쟁 후에도 놀이공원들은 성공을 계속했으며, 도시 놀이공원들은 방문객 수가 감소하는 경향을 보였다. 1920년대는 이러한 놀이기구의 광적인 건설 시기였기 때문에 롤러코스터의 황금기로 더 잘 알려져 있다.
잉글랜드에서는 1880년에 드림랜드 마게이트가 프레데릭 새비지의 회전목마가 설치된 첫 놀이기구로 개장했다. 1920년에 시닉 철도 롤러코스터가 대중에게 큰 성공을 거두며 개장했으며, 첫 해에 50만 명의 승객을 수송했다. 공원에는 작은 롤러코스터, 조이 휠, 미니어처 철도, 더 휩, 리버 케이브 등 당시 흔했던 다른 놀이기구도 설치되었다. 1920년에는 스케이팅 링크 부지에 무도장이 건설되었고, 1923년에는 버라이어티 시네마가 건설되었다. 1920년에서 1935년 사이에 50만 파운드 이상이 이 부지에 투자되어 끊임없이 새로운 놀이기구와 시설이 추가되었으며, 1934년에는 오늘날까지 남아있는 드림랜드 시네마 단지가 건설되었다.
2011년까지 블랙풀 플레저 비치는 영국에서 가장 많은 무료 명소 중 하나였다. 블랙풀 플레저 비치는 지속적으로 개발되어 잦은 대규모 투자가 필요했다. 많은 새로운 놀이기구 건설이 기대되었다. 놀이기구에는 버지니아 릴, 휩, 노아의 방주, 빅 디퍼, 더드젬이 포함되었다. 1920년대에는 "카지노 빌딩"이 건설되었으며, 이는 오늘날까지 남아있다. 1923년에는 해안에서 토지가 매립되었다. 이 시기에 공원은 1932년에 플레저 비치 아래에 건설된 왓슨 로드 위의 44-에이커 (18 ha) 현재 위치로 옮겨졌다. 이 기간 동안 유원지 사업으로 유명한 건축가 조셉 엠버턴이 플레저 비치 놀이기구의 건축 양식을 재설계하기 위해 초빙되어 "그랜드 내셔널" 롤러코스터, "노아의 방주" 및 카지노 건물 등을 작업했다.

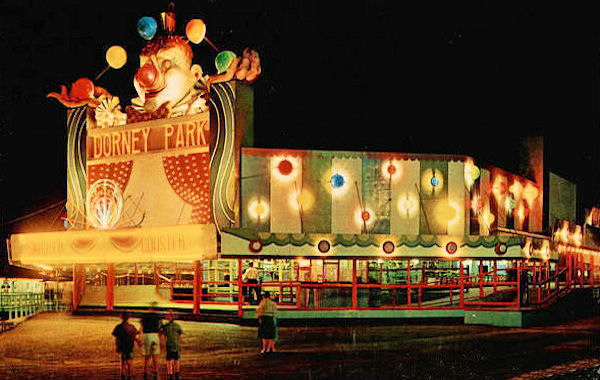
미국에서 5번째로 오래된 연속 운영 놀이공원인 펜실베이니아주 앨런타운의 도니 파크 & 와일드워터 킹덤 주 입구, 1950년

1930년대의 대공황과 1940년대의 제2차 세계 대전은 놀이공원 산업의 쇠퇴를 가져왔다. 전쟁으로 인해 부유한 도시 인구가 교외로 이주하고, 텔레비전이 오락의 원천이 되면서 가족들이 놀이공원을 덜 찾게 되었다.
1950년대에 접어들면서 도시쇠퇴, 범죄, 심지어 인종 차별 폐지와 같은 요인들이 사람들이 여가 시간을 보내는 방식의 변화를 가져왔다. 많은 오래된 전통 놀이공원들은 문을 닫거나 전소되었다. 많은 곳들이 교외와 주택 및 개발을 위한 공간을 마련하기 위해 철거되었다. 1964년, 한때 모든 놀이공원의 왕이었던 스티플체이스 파크는 영원히 문을 닫았다. 예를 들어, 펜실베이니아주 웨스트 미플린의 케니우드와 오하이오주 선더스키의 시더 포인트와 같이 살아남은 전통 놀이공원들은 역경에도 불구하고 그렇게 할 수 있었다.

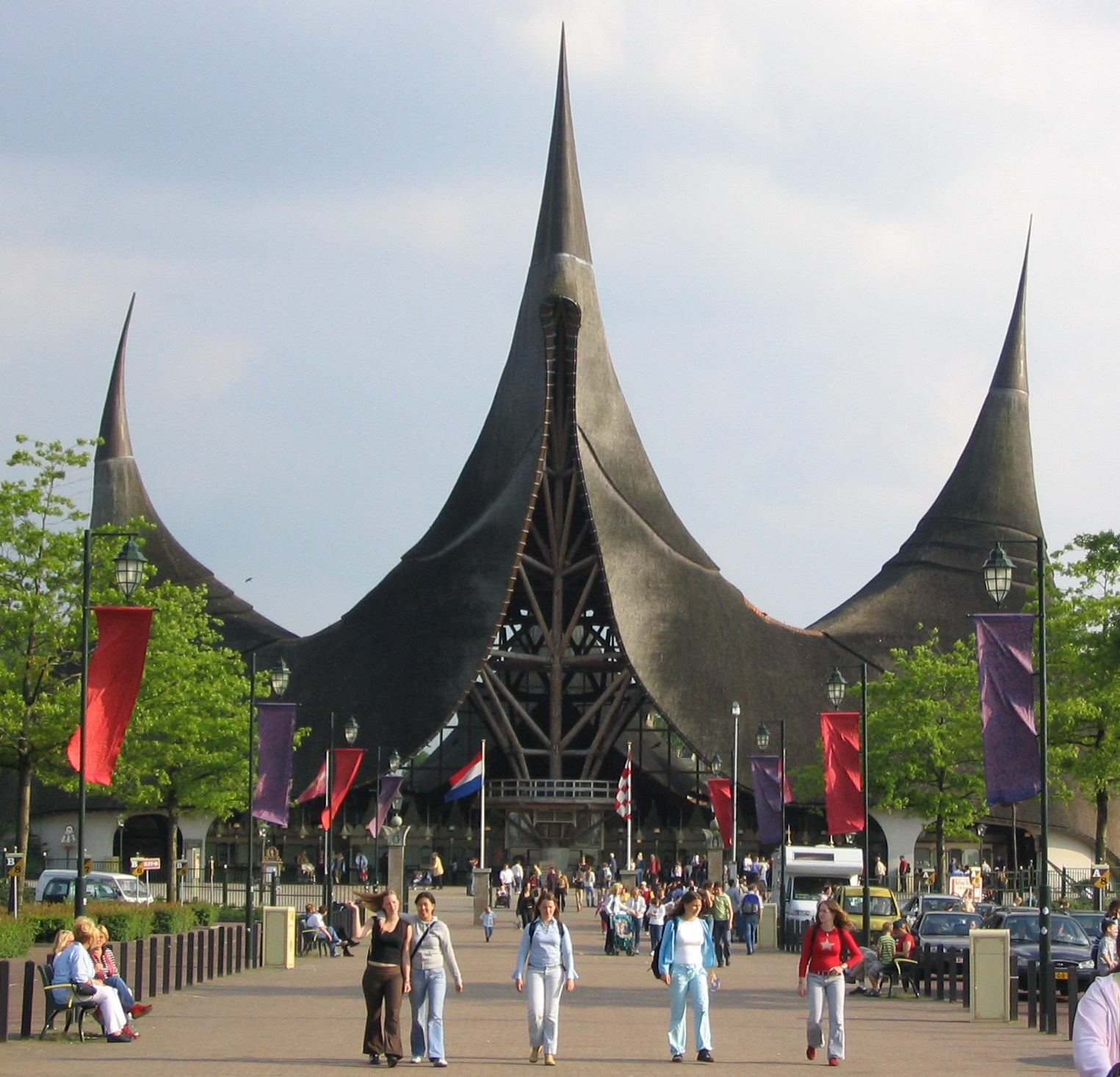
1952년 네덜란드에 개장한 에프텔링 테마파크 입구

1951년 덴마크 코펜하겐의 티볼리 공원 테마파크의 레이아웃에서 영감을 받은 월트 디즈니는 버뱅크 스튜디오 옆에 놀이공원을 만들 아이디어를 떠올렸다. 이 공원은 미키 마우스 파크라고 불릴 예정이었으며, 길 건너편에 증기 동력 외륜선을 특징으로 하는 서부 지역, 세기 전환기의 마을, 미드웨이를 포함하여 건설될 예정이었다. 그러나 카니발 분위기에 대한 우려로 버뱅크 시의회에 의해 거부되었다. 1952년, 그는 공원 설계를 위해 WED 엔터프라이즈를 설립했으며, 이제 애너하임에 건설될 예정이었고, 1953년에는 스튜디오 아티스트인 허브 라이먼의 도움으로 디즈니랜드의 항공 그림을 그려 은행가들을 설득하여 공원 자금을 확보할 수 있었다. 1954년 7월까지 1년의 마감 기한으로 건설이 시작되었다. 디즈니랜드는 1955년 7월 17일에 개장했으며, 개장 두 달 후에는 100만 번째 손님을 맞이했다. 디즈니랜드의 재정적 성공으로 놀이 산업은 활력을 되찾았다. 부쉬 가든스 탬파는 1959년 정원과 새 보호구역으로 개장했다. 식스 플래그스 오버 텍사스는 1961년 텍사스를 지배했던 6개국을 테마로 개장했다. 1964년, 유니버설 스튜디오 할리우드는 여러 모험 장면이 포함된 스튜디오 백랏 투어로 대중에게 개장했으며, 제대로 된 테마파크가 되었다. 같은 해, 씨월드 샌디에고가 개장하여 수천 마리의 동물, 물고기 및 기타 해양 생물을 수십 개의 동물 교육 중심의 명소와 전시물로 전시했다.
처음에는 월트 디즈니의 꿈의 아이디어인 EPCOT (미래의 실험적 원형 커뮤니티)를 수용할 예정이었으나, 디즈니 경영진은 먼저 월트 디즈니 월드 리조트에 공원을 건설하고 나중에 도시를 건설하기로 결정했다. 6년간의 건설 끝에 월트 디즈니 월드는 1971년 10월 1일 대중에게 개장했다. 디즈니랜드의 더 큰 동부 해안 버전이 될 예정이었으며, 디즈니랜드의 대부분의 명소(리버티 스퀘어와 대통령의 전당 제외)를 복사했지만, 재정적으로는 월트 디즈니 프로덕션이 착수한 가장 야심 찬 프로젝트였고, 추수감사절 기간 동안 휴가객들이 몰려들면서 성공했다. 1982년, 월트 디즈니 프로덕션은 월트 디즈니의 미래주의적 이상과 세계 박람회를 기반으로 한 두 번째 월트 디즈니 월드 공원인 에프콧 센터를 개장했다. 세계 박람회처럼, 이 공원은 퓨처 월드라는 지역에서 최신 기술을 전시하고, 월드 쇼케이스에서는 문화 파빌리온을 전시할 예정이었다.

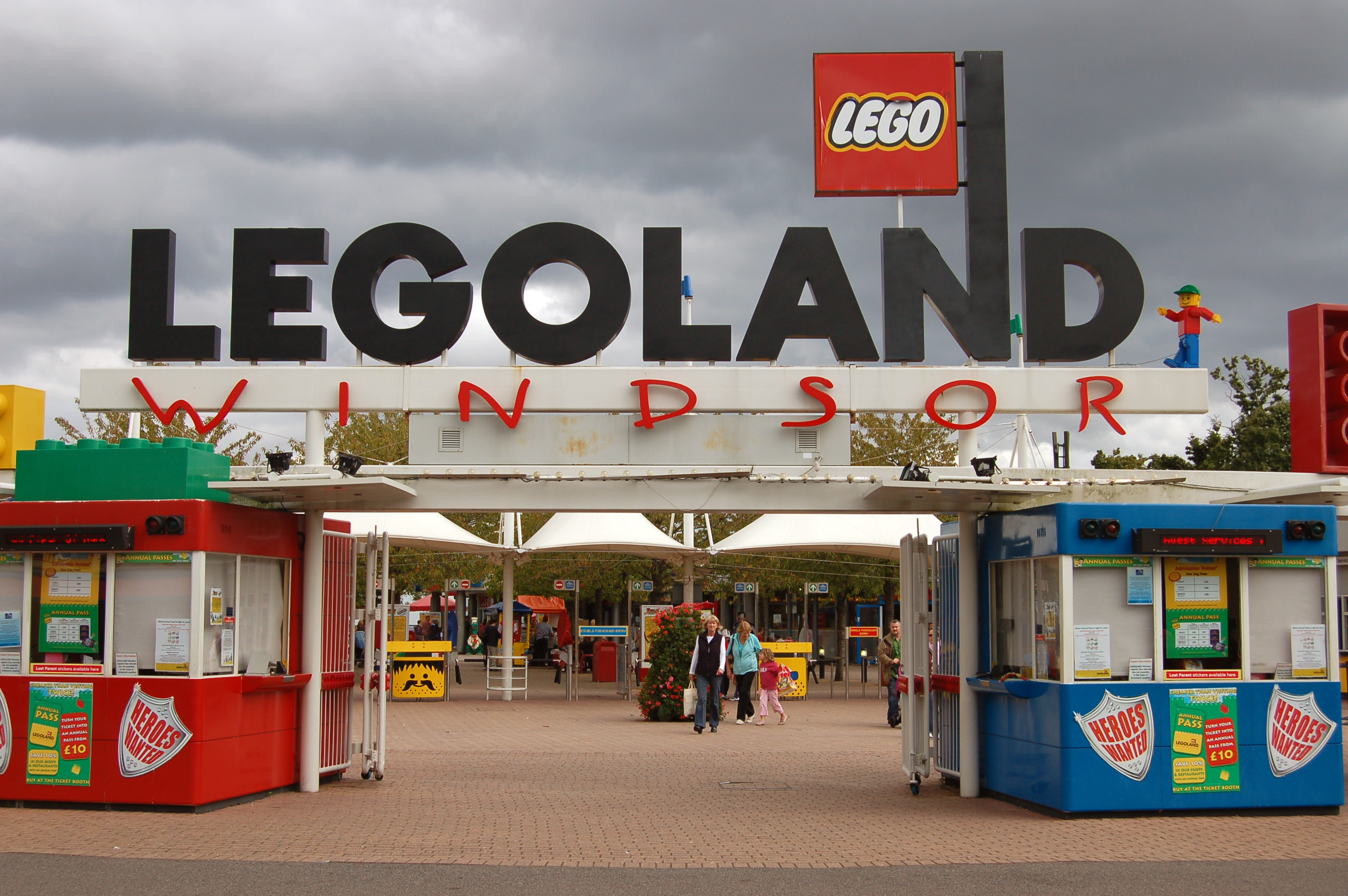
1996년에 개장한 잉글랜드의 레고랜드 윈저는 레고랜드 빌룬 리조트보다 더 많은 방문객을 꾸준히 유치하며, 2020년에는 영국에서 세 번째로 많이 방문된 테마파크였다.

1987년, 디즈니는 1989년에 세 번째 디즈니 월드 공원인 디즈니-MGM 스튜디오를 개장할 것이라고 발표했으며, 이 공원에는 운영 중인 백랏이 있을 예정이었다. 그러나 유니버설은 캘리포니아의 백랏 투어가 디즈니 월드 옆에서 독립적인 명소로 작동하지 않을 것이라는 것을 알았다(특히 디즈니가 디즈니-MGM에 하나를 건설했기 때문에). 그래서 캘리포니아 투어의 각 세그먼트를 조스, 디재스터!, 콩프론테이션과 같은 개별 명소로 나누었다. 디즈니-MGM 스튜디오는 1989년 5월 1일 두 가지 주요 명소인 백랏 투어와 더 그레이트 무비 라이드를 개장했다. 이 공원의 개념은 EPCOT 파빌리온으로 시작되었지만, 리조트의 나머지 부분에 대한 "반나절" 명소로 공원으로 전환되었다. 공원의 나머지 부분은 1930년대 할리우드를 테마로 했으며 브라운 더비와 같은 잃어버린 할리우드 부분을 특징으로 했다. 유니버설 스튜디오 플로리다는 1990년 6월 7일(1년 지연)에 큰 환호 속에 개장했지만, 주요 명소들은 심각한 기술적 어려움을 겪었다. 공원의 세 가지 주요 명소(조스, 디재스터!, 콩프론테이션) 모두 작동하지 않았고 심각한 기술적 어려움을 겪었다. 디재스터!와 콩프론테이션은 6월 말까지 수리되었지만, 조스는 재건설되어 3년 후에 재개장해야 했다. 그러나 유니버설은 개장일의 경험을 통해 배우고 출구 조사와 특별 티켓 할인 행사를 시작했다.
1992년, 디즈니는 프랑스 파리 외곽에 첫 유럽 공원인 유로 디즈니랜드를 개장했는데, 이는 플로리다의 매직 킹덤과 유사하게 설계되었지만, H. G. 웰스와 쥘 베른과 같은 유럽 문화의 위대한 미래주의 사상가들을 테마로 한 투모로랜드를 제거하고 디스커버리랜드로 대체하는 등 유럽 취향에 맞게 변경했다. 프랑스 경제의 경기 침체와 공원에 대한 대중의 엄청난 반발로 인해 재정난을 겪고 공원은 부채에 시달렸다. 그러나 이것이 디즈니가 1994년 트와일라이트 존 타워 오브 테러로 디즈니-MGM 스튜디오를 확장하고 네 번째 월트 디즈니 월드 공원인 디즈니 애니멀 킹덤을 건설하는 것을 막지는 못했다.

### 21세기
1990년대 초, 유니버설 스튜디오 플로리다 개장 후, 유니버설은 어린이와 가족을 대상으로 한 두 번째 테마파크를 건설하려고 했다. 유니버설은 DC 코믹스와 닥터 수스를 포함한 많은 지적 재산권을 확보하여 공원을 건설했다. 1999년, 유니버설 스튜디오는 새로운 리조트 이름인 유니버설 스튜디오 이스케이프 아래 아일랜즈 오브 어드벤처를 개장했다. 이 공원은 디즈니랜드 파리의 재정적 재앙 이후 퇴사한 전 디즈니 이미지니어들이 설계한 것으로 알려졌다. 80년대 후반, 오리엔탈 랜드 컴퍼니(1983년에 개장한 도쿄 디즈니랜드 리조트의 소유주이자 운영자)는 두 번째 공원을 원했다. 현재 매직 킹덤 이외의 공원 중 일본인들을 만족시키는 곳은 없었지만, 디즈니랜드의 두 번째 게이트를 위해 버려진 한 가지 개념이 새로운 공원에 영감을 주었다: 디즈니씨. 도쿄 디즈니씨는 바다와 해상 모험을 기반으로 한 이야기를 테마로 한다. 3,350억 엔의 비용으로 건설되었으며, 2001년 9월 4일에 개장했다. 이 공원의 두 가지 대표적인 명소는 해저 2만 마일의 현대화 버전과 지구 속 여행이다.
1990년대 초, 마이클 아이스너는 디즈니랜드를 월트 디즈니 월드 리조트 스타일로 만들고 싶어했다. 그랜드 플로리디안 호텔을 기반으로 한 호텔 여러 채와 WESTCOT이라고 불리는 새로운 서부 해안 버전의 에프콧에 대한 계획이 세워졌다. WESTCOT은 주민들의 지역 반대, 비용 상승, 그리고 디즈니랜드 파리의 재정적 실패로 인해 실현되지 못했다. 콜로라도에서의 기업 연수회 후, 디즈니 임원들은 디즈니랜드 리조트 내에서 손님들이 캘리포니아의 모든 것을 경험할 수 있도록 캘리포니아를 테마로 한 공원을 건설하기로 결정했으며, 이 공원은 디즈니랜드 맞은편 100에이커 규모의 주차장에 건설될 예정이었다. 디즈니 캘리포니아 어드벤처는 디즈니가 만든 최악의 재앙이 될 것이었다. 왜냐하면 디즈니랜드와 달리 현대 시대를 배경으로 했고, 저렴하고, 불성실하며, 평면적인 배경으로 현대 캘리포니아를 조롱했기 때문이다. 이 공원은 성인 위주로 고급 음식을 판매하고 주류를 제공할 예정이었다. 2001년 2월 8일 개장했을 때, 놀이기구 부족, 열악한 환경(예를 들어, 할리우드 스튜디오 백랏은 현대 할리우드의 현대 영화 백랏을 테마로 했다), 그리고 소매점과 식당에 대한 지나친 강조로 인해 싸늘한 반응을 얻었다. 존 헨치 (월트와 함께 일했던 원조 이미지니어이자 이미지니어링 설립 이래 최고 크리에이티브 책임자)에게 이 공원에 대한 의견을 물었을 때, 그는 "주차장이 더 좋았습니다"라고 말했다고 전해진다.
파리의 월트 디즈니 스튜디오 파크는 두 번째 디즈니랜드 파리 공원이었다. 디즈니는 프랑스 정부에 토지를 잃을 위험을 피하기 위해 두 번째 공원을 건설해야 했다. 이 공원은 2002년 3월 16일에 단 세 개의 놀이기구와 캘리포니아 어드벤처 스타일의 테마로 개장했다. 그러나 홍콩 디즈니랜드는 다른 검은 양들보다 품질이 높았지만, 여전히 캘리포니아 어드벤처와 월트 디즈니 스튜디오 파크처럼 필요한 놀이기구 수가 부족했다. 2005년 9월 12일에 단 네 개의 테마 구역으로 개장했으며, 개장일에는 놀이기구부터 음식까지 모든 것에 대해 엄청난 대기 시간을 기록했다.
2000년대 초, J. K. 롤링이 쓴 해리 포터 소설 시리즈는 대중문화 현상이 되었다. 유니버설과 디즈니는 책의 테마파크 판권을 놓고 입찰 전쟁을 벌였지만, 롤링이 디즈니와 의향서에 서명한 후 디즈니가 승리한 것으로 보였다. 그러나 롤링은 매직 킹덤의 옛 잠수함 라군에 어둠의 마법 방어술 수업을 테마로 한 옴니무버 놀이기구와 상점 하나, 식당 하나를 설치하려는 디즈니의 소규모 계획에 실망했다. 그녀는 또한 창의적 통제권이 부족하다는 점에 불만을 표하며 계약을 해지했다. 그녀는 다음으로 유니버설을 방문했고, 아일랜즈 오브 어드벤처의 잃어버린 대륙 지역을 재단장하려는 초기 계획에도 불만을 표했다. 이를 해결하기 위해 J.K. 롤링은 유니버설로부터 창의적 통제권을 얻어냈고, 기존 지역을 개조하지 않고 호그스미드와 호그와트를 완벽하게 현실적으로 재현하도록 강요했다. 이 프로젝트는 2007년에 발표되었고, 2010년에 이 지역이 대중에게 개장하여 유니버설 올랜도 리조트를 만들었다.
오늘날 미국에는 메가파크와 워너 브라더스, 디즈니 파크, 식스 플래그스, NBC유니버설이 운영하는 공원을 포함하여 475개 이상의 놀이공원이 있다.

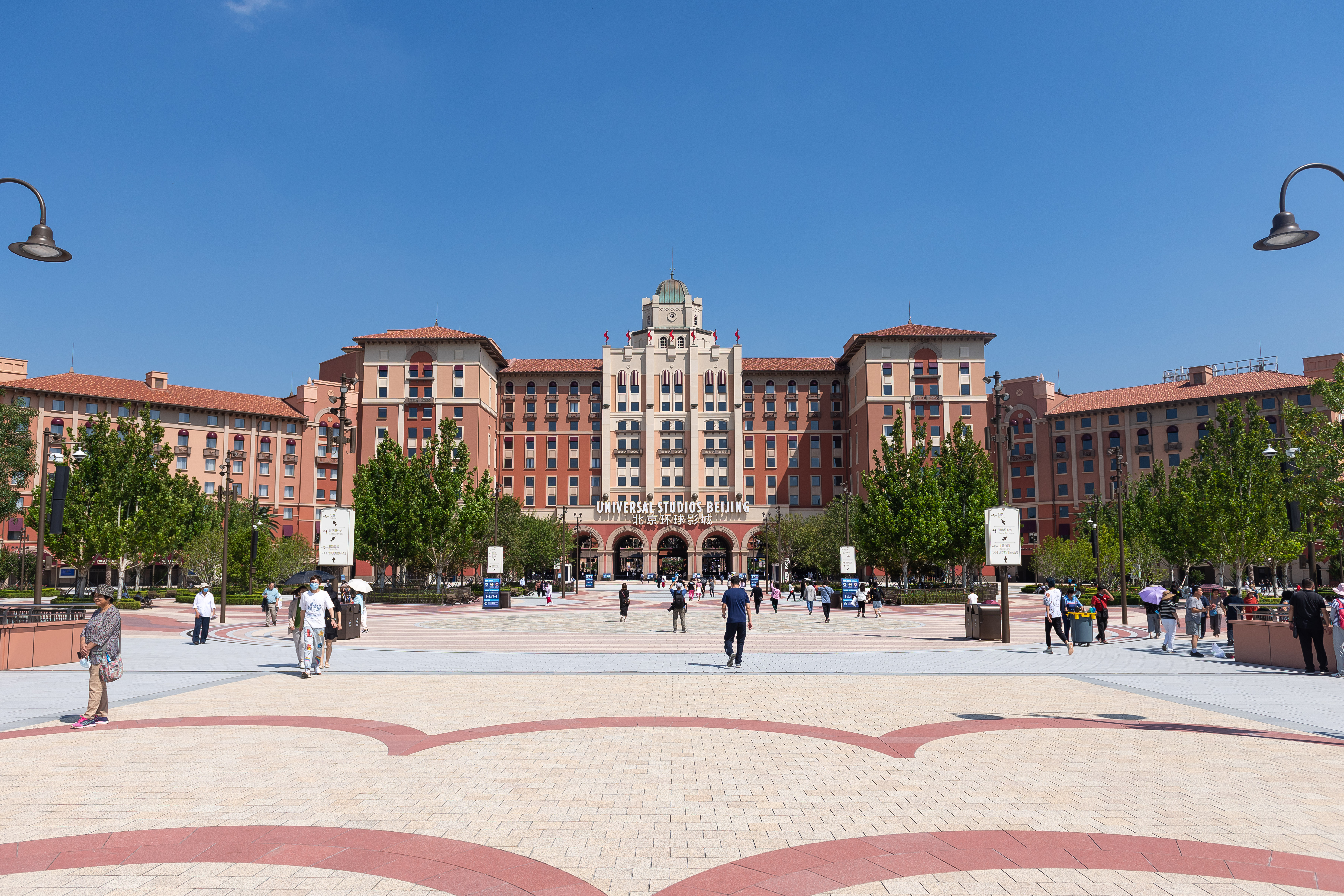
유니버설 스튜디오 베이징 입구

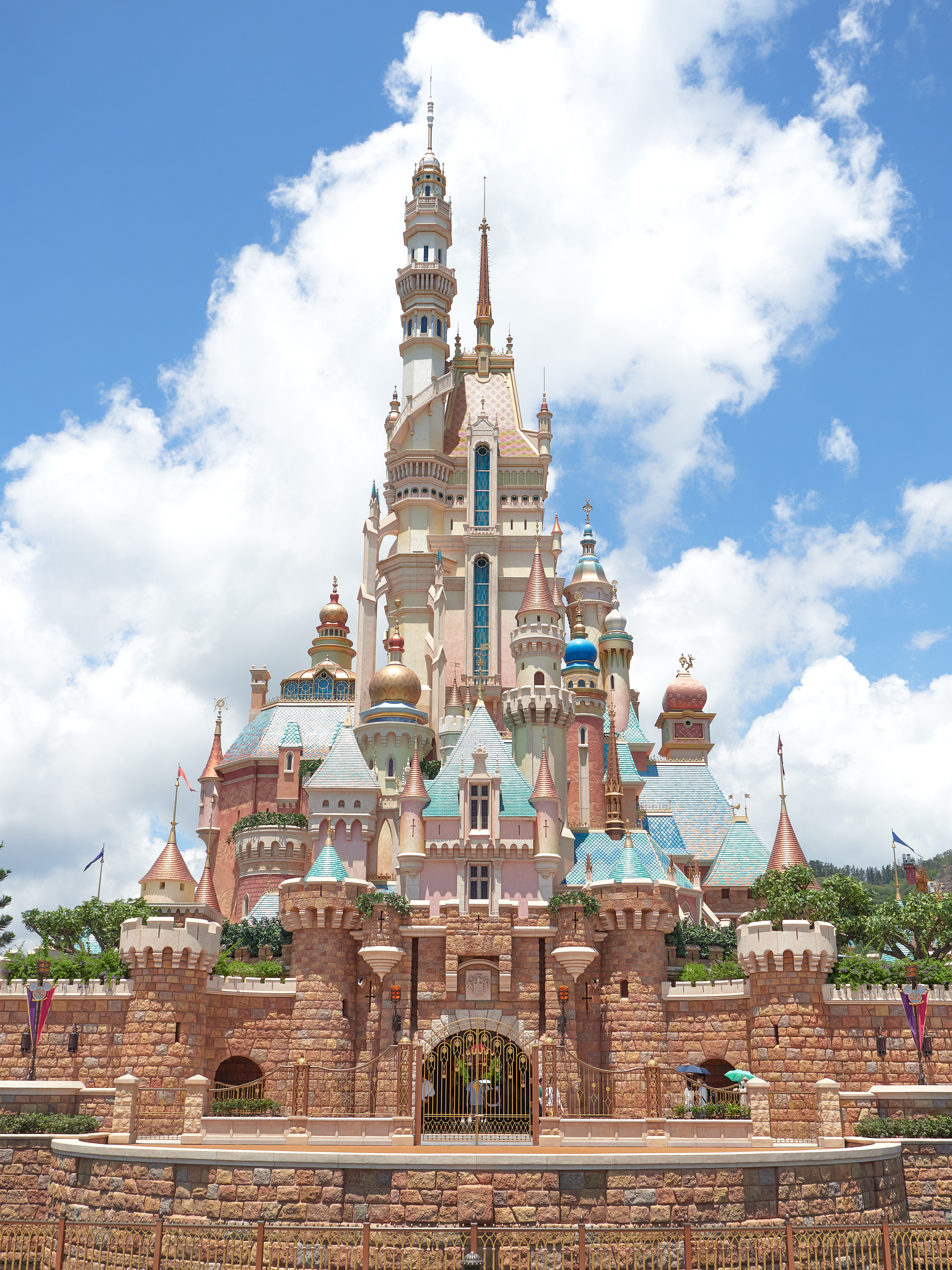
홍콩 디즈니랜드의 꿈의 마법성

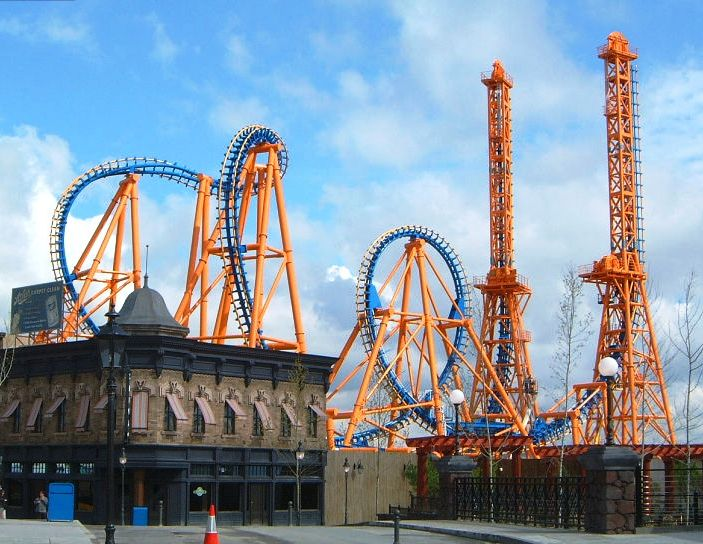
파르케 워너 마드리드의 스턴트 폴

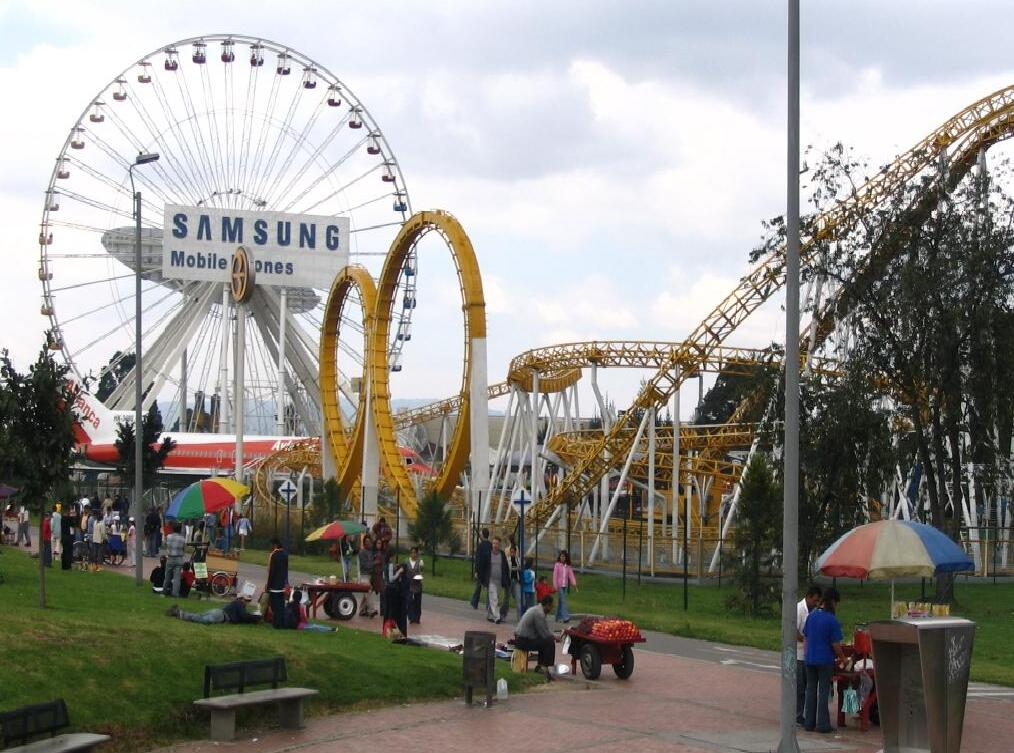
살리트레 마히코의 삼성 휠과 더블 루프 롤러코스터

놀이공원 산업의 제공물은 워너 브라더스 월드 아부다비, 디즈니랜드 리조트 및 유니버설 올랜도 리조트와 같은 몰입형 테마파크부터 식스 플래그스 공원 및 시더 페어 공원과 같은 스릴 넘치는 롤러코스터 공원에 이르기까지 다양하다. 미국과 전 세계에 수많은 소규모 사업체가 존재한다. 레고랜드와 같이 어린이를 직접 대상으로 하는 간단한 테마파크도 등장했다.
쇼핑몰 안에 있는 놀이공원의 예로는 웨스트 에드먼턴 몰, 피어 39 및 몰 오브 아메리카가 있다.
미니어처 골프 코스로 시작된 패밀리 펀 파크는 배팅 케이지, 고카트, 범퍼카, 범퍼 보트, 워터 슬라이드를 포함하도록 성장하기 시작했다. 이러한 공원 중 일부는 심지어 롤러코스터를 포함하도록 성장했으며, 전통적인 놀이공원들도 이제 스릴 넘치는 놀이기구 외에 이러한 경쟁 구역을 갖추고 있다.
2015년, 미국 테마파크의 매출은 US$80억 달러였고, 중국 테마파크의 매출은 US$46억 달러였으며, 중국이 2020년까지 미국을 추월할 것으로 예상되었다.

## 다른 유형의 놀이공원

### 교육 테마파크

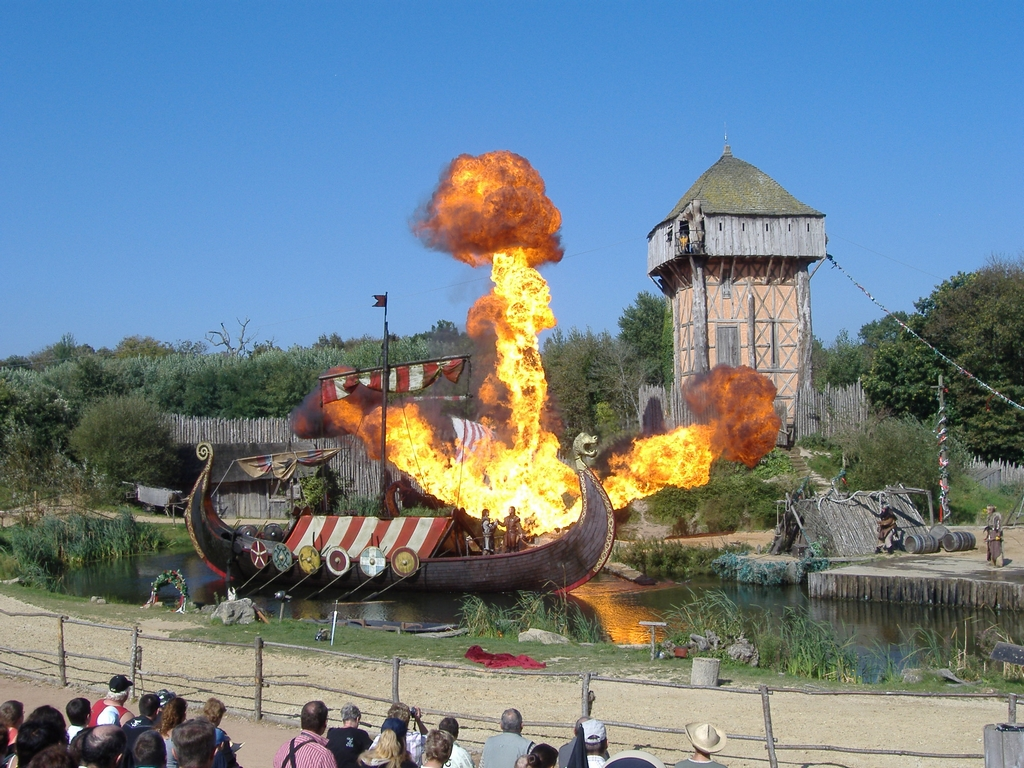
프랑스의 역사 테마파크 퓌 뒤 푸는 2014년 IAAPA에서 어플라우스 어워드를 수상했다.

일부 공원들은 교육적인 목적으로 놀이기구와 명소를 사용한다. 또한 홀리 랜드 USA와 홀리 랜드 익스피리언스가 있는데, 이들은 기독교 신앙심을 고취하기 위해 건설된 테마파크이다. 다이노소어 월드는 자연 환경에서 공룡으로 가족들을 즐겁게 하며, 씨월드와 부쉬 가든스 공원도 교육적 경험을 제공하며, 각 공원에는 수천 마리의 동물, 물고기 및 기타 해양 생물이 수십 개의 동물 교육 중심 명소와 전시물에 보관되어 있다.
1977년에 설립된 퓌 뒤 푸는 방데, 프랑스에서 매우 유명한 테마파크이다. 유럽, 프랑스, 지역 역사를 중심으로 한다. 여러 국제 상을 수상했다.

### 가족 소유 테마파크

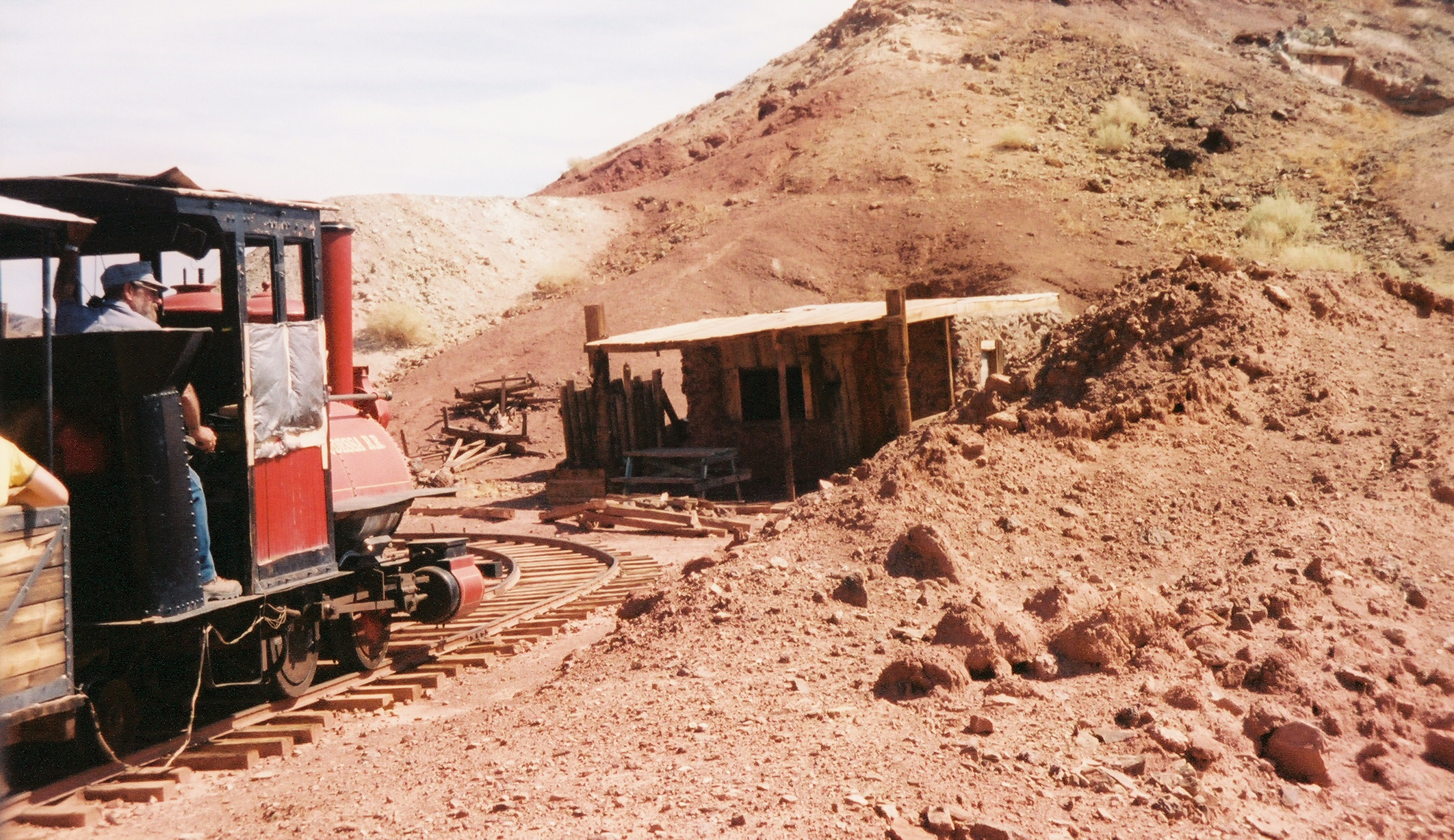
캘리코 유령 마을을 지나는 협궤 광산 열차

일부 테마파크는 너츠베리팜과 같이 보다 전통적인 놀이공원 사업에서 발전했다. 1920년대에 월터 너트와 그의 가족은 길가 가판대에서 베리를 팔았는데, 이는 프라이드 치킨 저녁 식사를 제공하는 식당으로 성장했다. 몇 년 안에 식당 밖 대기 줄은 종종 몇 시간이나 되었다. 기다리는 사람들을 즐겁게 하기 위해 월터 너트는 1940년에 유령 마을을 건설했으며, 캘리코, 유령 마을, 프레스콧과 같은 실제 옛 서부 마을에서 건물을 이전하여 사용했다. 1968년, 너트 가족은 농장에 울타리를 치고 처음으로 입장료를 부과했으며, 너츠베리팜은 공식적으로 테마파크가 되었다. 오랜 역사 때문에 너츠베리팜은 현재 "미국 최초의 테마파크"라고 주장한다. 너츠베리팜은 현재 시더 페어 엔터테인먼트 컴퍼니가 소유하고 있다. 코네티컷 브리스톨의 레이크 컴파운스는 1846년부터 운영되어 온 미국에서 가장 오래된 연속 운영 놀이공원일 수 있다. 1935년에 인디애나주 산타클로스에 개장한 산타클로스 타운은 산타의 캔디 성과 다른 산타클로스 테마 명소를 포함했으며, 현대 테마파크의 전신인 미국 최초의 테마 명소로 간주된다. 산타클로스 랜드(1984년에 홀리데이 월드로 이름 변경)는 1946년에 인디애나주 산타클로스에 개장했으며, 너트의 역사에도 불구하고 많은 사람들은 이곳이 최초의 진정한 테마파크였다고 주장한다. 1950년대에 허센드 가족은 미주리주 브랜슨 근처의 관광 명소인 마블 동굴의 운영을 인수했다. 다음 10년 동안 그들은 동굴을 현대화하여 많은 사람들이 투어를 기다리게 되었다. 허센드 가족은 한때 마블 동굴 위에 존재했던 오래된 광산 마을을 재현한 곳을 개장했다. 작은 마을은 결국 테마파크인 실버 달러 시티가 되었다. 이 공원은 여전히 허센드 가족이 소유하고 운영하며, 이 가족은 돌리우드, 켄터키 킹덤, 와일드 어드벤처를 포함한 여러 다른 공원도 소유하고 있다.

### 지역 공원

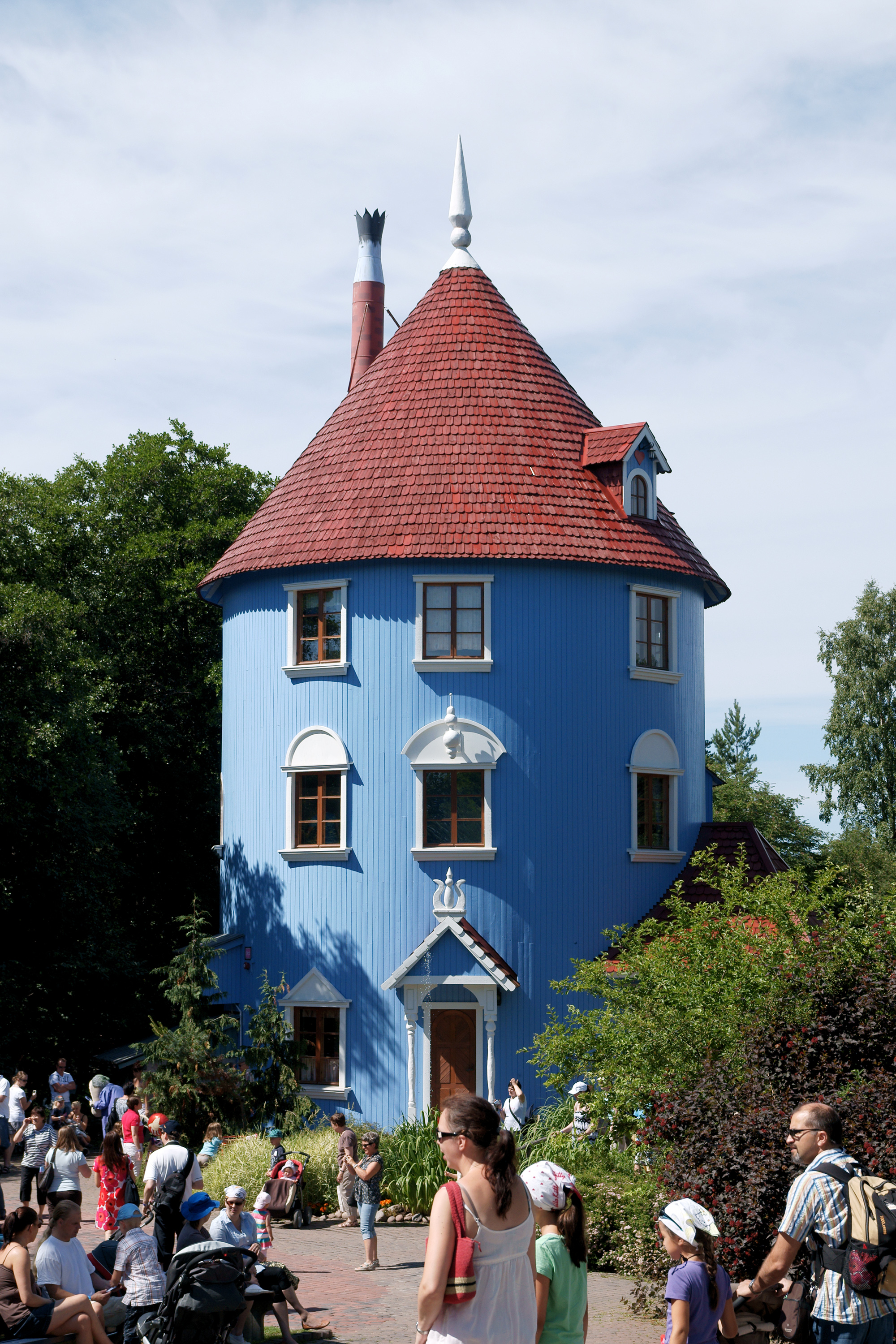
핀란드 난탈리의 무미마일마 테마파크

최초의 지역 놀이공원이자 최초의 식스 플래그스 공원인 식스 플래그스 오버 텍사스는 1961년 텍사스주 알링턴에 공식적으로 개장했다. 최초의 식스 플래그스 놀이공원은 앵거스 윈 주니어의 비전이었고, 현대적이고 경쟁적인 놀이공원 산업을 창조하는 데 기여했다. 1950년대 후반, 윈은 디즈니랜드를 방문하고 환상으로 가득 찬 저렴하고 더 가깝고 더 큰 놀이공원을 만들 영감을 얻었다. 그는 디즈니의 발자취를 따라 공원 내부에 다른 지역을 반영하는 세분화된 구역을 만들었다. 세분화된 구역에는 옛 남부와 윈의 배경을 참조하는 다른 구역들이 포함되었다. 1968년에는 두 번째 식스 플래그스 공원인 식스 플래그스 오버 조지아가 개장했으며, 1971년에는 미주리주 세인트루이스 근처에 식스 플래그스 오버 미드 아메리카(현재 식스 플래그스 세인트루이스)가 개장했다. 또한 1971년에는 플로리다에 월트 디즈니 월드 리조트 단지가 개장했다. 1985년에는 북극권 근처 핀란드 로바니에미에 산타클로스 마을이라는 테마파크가 개장했으며, 이는 2009년에 도시가 스스로를 "산타클로스의 공식 고향"으로 상표 등록하는 계기가 되었다. 1991년 워너 브라더스는 빌리지 로드쇼와 제휴하여 자체 워너 브라더스 무비 월드를 개장했다. 이곳은 호주에서 유일한 영화 관련 테마파크이다. 워너 브라더스는 테마파크 사업을 계속하여 UAE에 워너 브라더스 월드 아부다비를, 스페인에 파르케 워너 마드리드를 개장했다.

## 입장료 및 입장 정책

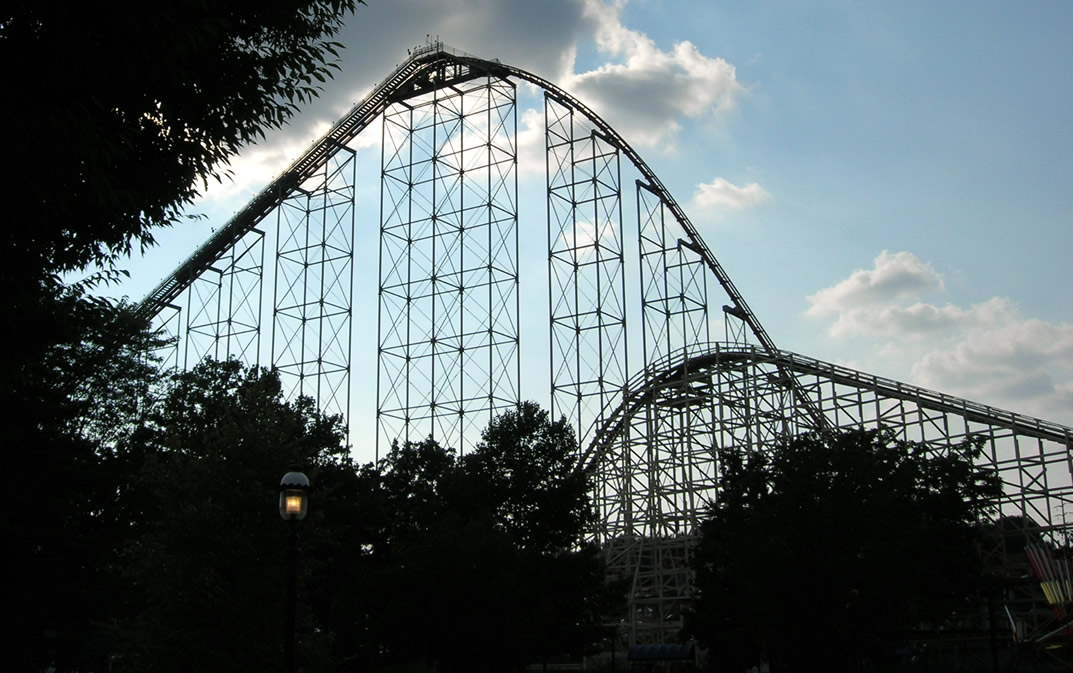
펜실베이니아주 앨런타운의 도니 파크 & 와일드워터 킹덤에 있는 두 개의 롤러코스터, 스틸 포스 (왼쪽)와 썬더호크 (오른쪽). 길이가 인 스틸 포스는 세계에서 8번째로 긴 강철 롤러코스터이며, 첫 번째 낙차가, 최고 속도는 이다.

놀이공원은 공원 방문객들이 지불하는 입장료에서 대부분의 수익을 얻는다. 다른 수익원은 주차료, 식음료 판매, 기념품 판매 등이다.
거의 모든 놀이공원은 다음 두 가지 입장 원칙 중 하나를 사용하여 운영된다.

### 부분 유료제
부분 유료제를 사용하는 놀이공원에서는 손님이 거의 또는 전혀 무료로 공원에 입장한다. 그런 다음 손님은 놀이기구 입구에서 개별적으로 놀이기구를 구매하거나 놀이기구 티켓(또는 토큰과 같은 유사한 교환 방법)을 구매해야 한다. 놀이기구 비용은 종종 복잡성 또는 인기에 따라 달라진다. 예를 들어, 한 손님은 회전목마를 타기 위해 티켓 한 장을 지불할 수 있지만, 롤러코스터를 타기 위해서는 티켓 네 장을 지불할 수도 있다.
공원은 손님이 특정 기간 동안 공원 내 모든 놀이기구에 무제한 입장할 수 있는 패스를 구매하도록 허용할 수 있다. 이 경우 손목 밴드나 패스를 놀이기구 입구에서 보여주면 입장할 수 있다.

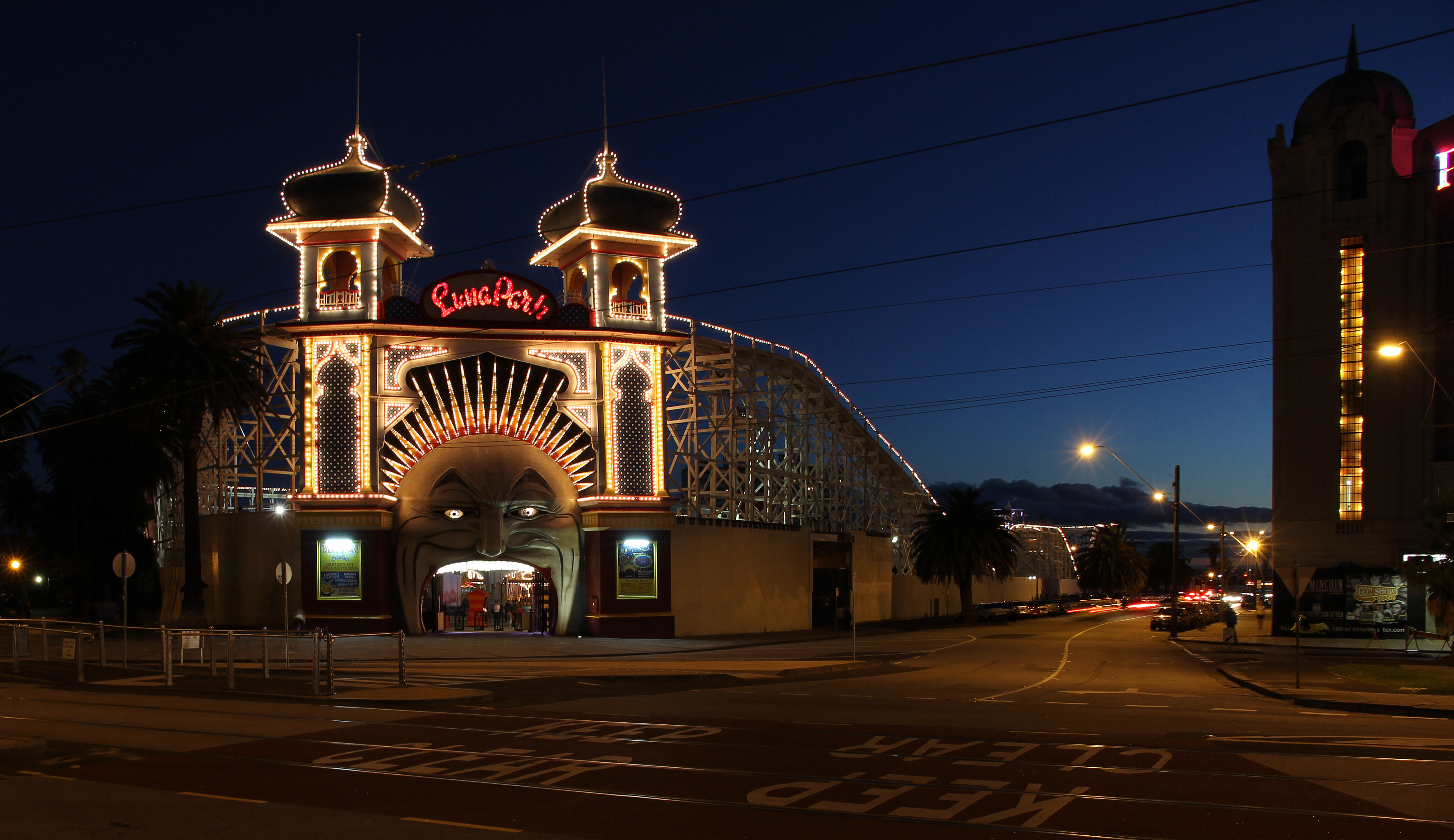
멜버른 루나파크

디즈니랜드는 1955년에 부분 유료제 방식으로 개장했다. 초기에는 손님들이 놀이기구에서 직접 입장료를 지불했다. 짧은 시간 안에, 그렇게 많은 동전을 처리하는 문제로 인해 오늘날에는 사용되지 않지만 여전히 놀이공원 용어의 일부인 티켓 시스템이 개발되었다. 이 새로운 형식에서는 손님들이 "A", "B", "C"로 표시된 티켓이 포함된 티켓북을 구매했다. "A-티켓"을 사용하는 놀이기구와 명소는 일반적으로 단순했으며, "B-티켓"과 "C-티켓"은 더 크고 인기 있는 놀이기구에 사용되었다. 나중에 "D-티켓"이 추가되었고, 마지막으로 E-티켓이 추가되었는데, 이는 스페이스 마운틴과 같은 가장 크고 정교한 놀이기구에 사용되었다. 작은 티켓은 더 큰 놀이기구에 사용하기 위해 교환할 수 있었는데, 예를 들어 A-티켓 두세 장이 B-티켓 한 장과 같았다. 디즈니랜드와 월트 디즈니 월드의 매직 킹덤은 결국 1982년에 이 관행을 포기했다.

### 자유 이용권
자유 이용권 방식을 사용하는 놀이공원은 손님에게 단일 입장료를 부과한다. 손님은 그 후 방문하는 동안 원하는 만큼 공원 내 대부분의 놀이기구(보통 대표적인 롤러코스터 포함)에 접근할 수 있다. 일일 입장권, 즉 데이 패스는 가장 기본적인 요금이며, 시즌 티켓은 소지자에게 전체 운영 연도 동안 입장권을 제공하고(최신 놀이기구에 대한 특별 혜택 포함), 그리고 익스프레스 패스는 소지자에게 더 인기 있는 놀이기구의 대기 줄을 우회할 수 있는 우선권을 부여한다.
자유 이용권 방식의 공원에는 입장료에 포함되지 않는 놀이기구도 있는데, 이를 "추가 요금 놀이기구"라고 부르며, 스카이코스터나 고카트 트랙, 또는 상품을 얻는 기술 게임 등이 있다. 워너 브라더스 무비 월드, 워너 브라더스 월드, 파르케 워너 마드리드를 포함한 모든 워너 브라더스 테마파크는 이 방식을 따른다.
식스 플래그스 오버 텍사스의 창립자인 앵거스 윈은 1955년 디즈니랜드 개장 시 그 공원의 부분 유료제 형식을 보고 자신의 공원을 자유 이용권 방식으로 만들기로 결정했다. 그는 가족이 미리 얼마를 지불해야 하는지 알면 자신의 공원을 방문할 가능성이 더 높다고 생각했다.

## 놀이기구와 명소

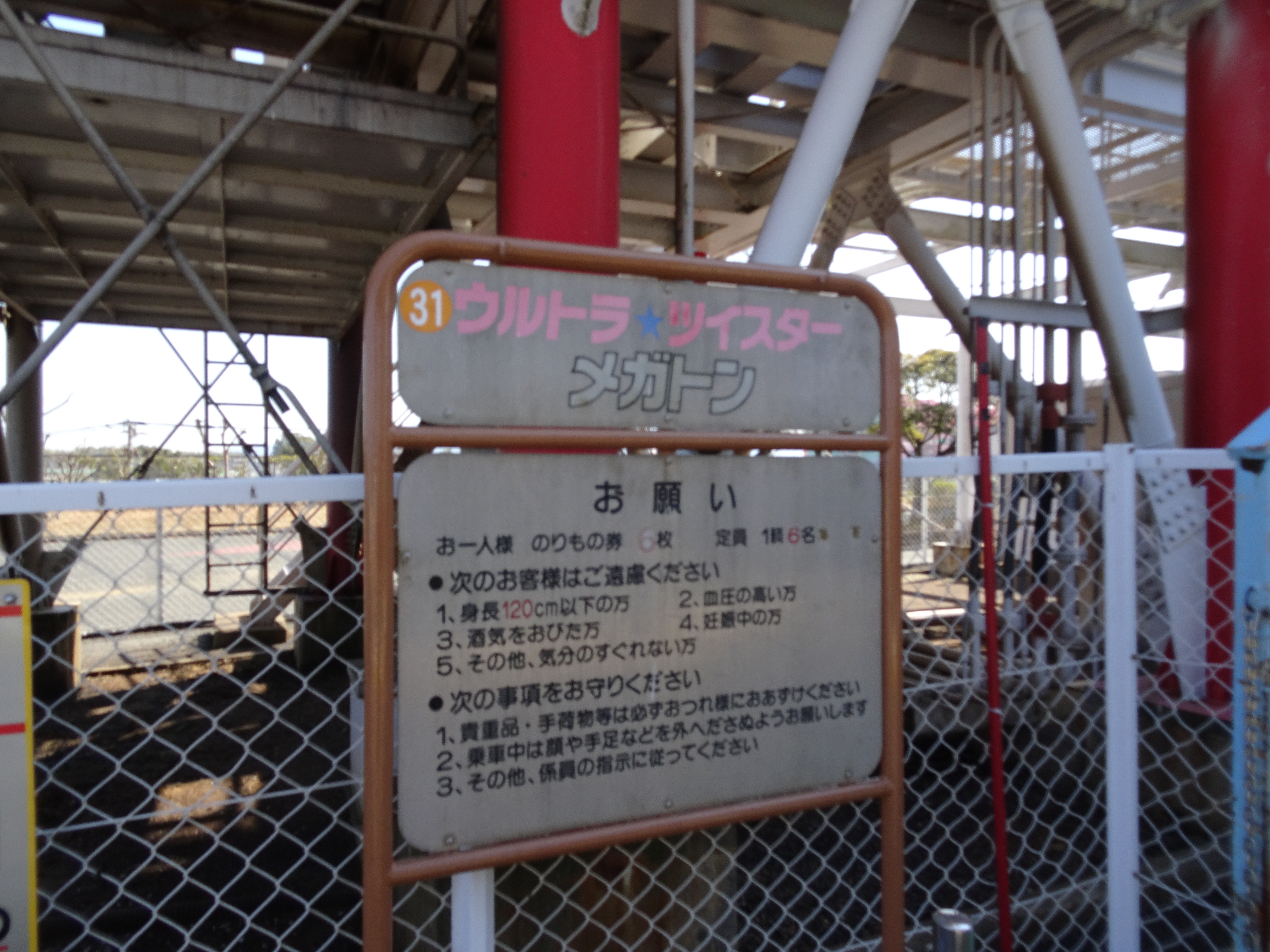
최소 신장 요건 표지판

기계식 스릴 라이드는 놀이공원 명소의 핵심 특징이다. 초기 놀이기구에는 원래 중세 시대에 사용된 기병 훈련 방법에서 발전한 회전목마가 포함된다. 19세기까지 회전목마는 전 세계 공원에서 흔히 볼 수 있었다. 놀이공원의 미래를 형성한 또 다른 놀이기구는 롤러코스터였다. 롤러코스터의 기원은 17세기 러시아로 거슬러 올라갈 수 있는데, 당시 중력 기반 놀이기구는 처음에는 특별히 건설된 눈 슬로프 꼭대기에 있는 슈트를 따라 개별 썰매나 카트가 자유롭게 내려가고 아래쪽에 제동을 위한 모래 더미가 있는 것으로만 구성되어 겨울 레저 활동으로 사용되었다. 이러한 조악하고 임시로 지어진 진기한 물건들은 러시아 산으로 알려졌으며, 더욱 스릴 넘치는 놀이공원 놀이기구를 찾기 위한 시작이었다. 1893년 콜럼버스 박람회는 특히 놀이기구를 위한 비옥한 시험장이었으며, 대중이 이전에 본 적 없는 일부 놀이기구를 포함했는데, 예를 들어 세계 최초의 페리스 휠은 박람회에서 가장 잘 알려진 제품 중 하나였다. 오늘날에는 다양한 유형의 많은 놀이기구가 특정 테마를 중심으로 설정되어 있다.
공원은 여러 범주로 나눌 수 있는 다양한 놀이기구를 포함한다.

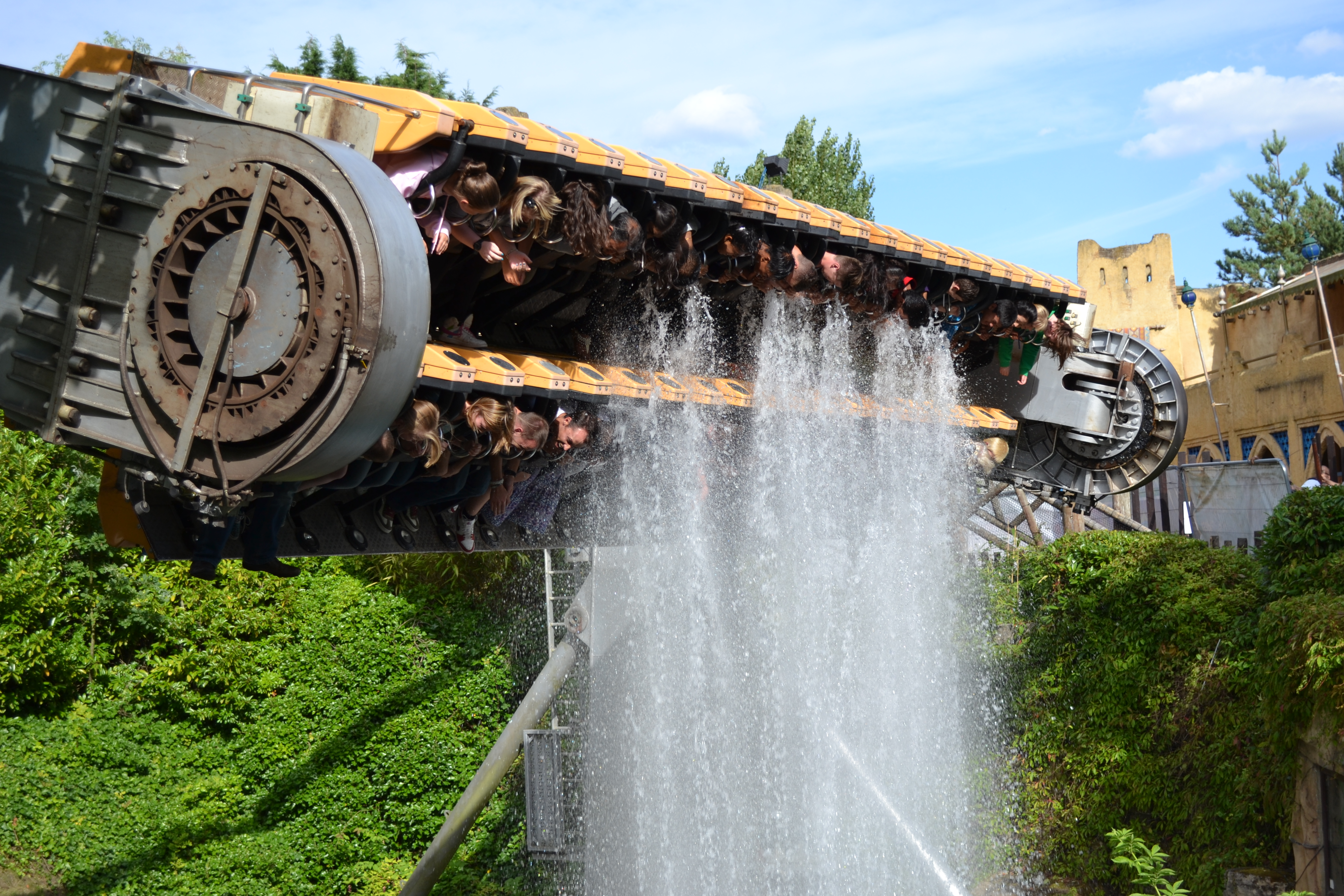
런던 광역 체싱턴 월드 오브 어드벤처의 람세스 리벤지는 후스 탑 스핀 놀이기구로, 물 요소를 특징으로 하는 최초의 놀이기구였다.

### 플랫 라이드
플랫 라이드는 일반적으로 승객을 지면과 평행한 평면으로 움직이는 놀이기구를 의미한다.
대부분의 놀이공원에는 엔터프라이즈, 틸트어휠, 그래비트론, 체어스윙, 스윙 인버터 쉽, 트위스터, 탑 스핀과 같은 핵심 플랫 라이드가 있다. 그러나 승객을 회전시키고 던지는 새로운 변형이 끊임없이 혁신되어 고객을 계속 유치하기 위한 노력이 이루어지고 있다. 후스 라이드 및 잠펠라와 같은 제조업체는 다른 놀이기구와 함께 플랫 라이드 제작을 전문으로 한다.

### 롤러코스터

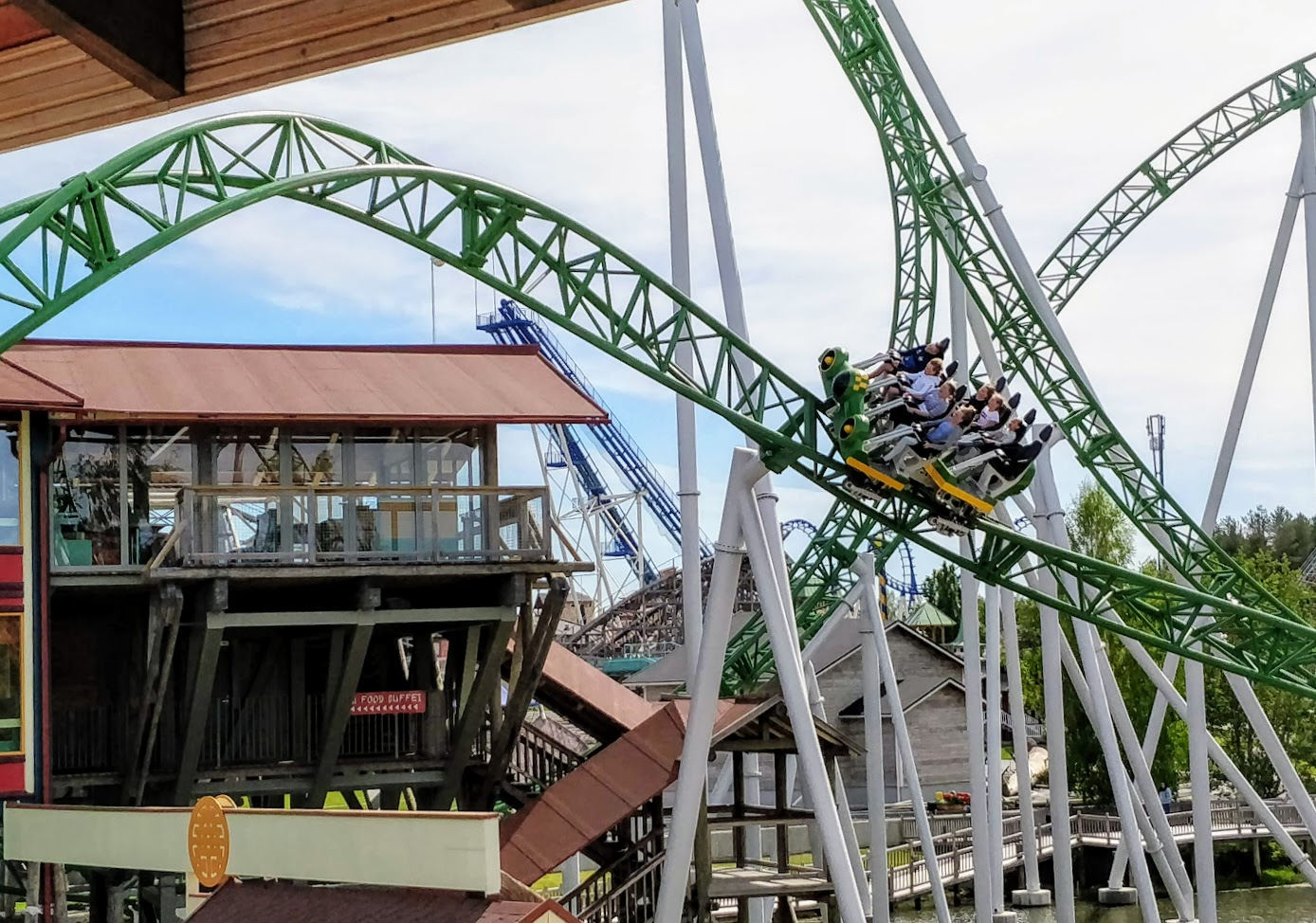
핀란드 카우하바의 파워파크 놀이공원에 있는 융커 롤러코스터

놀이공원에는 주로 목재 롤러코스터 또는 강철 롤러코스터로 건설된 여러 롤러코스터가 있는 경우가 많다. 기본적으로 롤러코스터는 가파른 낙하와 급커브가 있는 특수 철도 시스템이며, 승객은 일반적으로 두 개 이상의 차량이 연결된 열차 형태의 차량에 앉아 구속된다. 일부 롤러코스터는 승객을 거꾸로 뒤집는 하나 이상의 반전(예: 수직 루프)을 특징으로 한다. 수년 동안 다양한 유형의 롤러코스터를 만드는 많은 롤러코스터 제조업체가 있었다.
오늘날 제조업체는 다음과 같다.
- 볼리거 & 마비야르
- 게르스틀라우어
- 그래비티 그룹
- 그레이트 코스터스 인터내셔널
- 인타민
- 맥 라이즈
- 마우러 AG
- 프리미어 라이즈
- 록키 마운틴 건설
- S&S - 산세이 테크놀로지스
- 베코마
- 잠펠라
- 지어러

### 철도

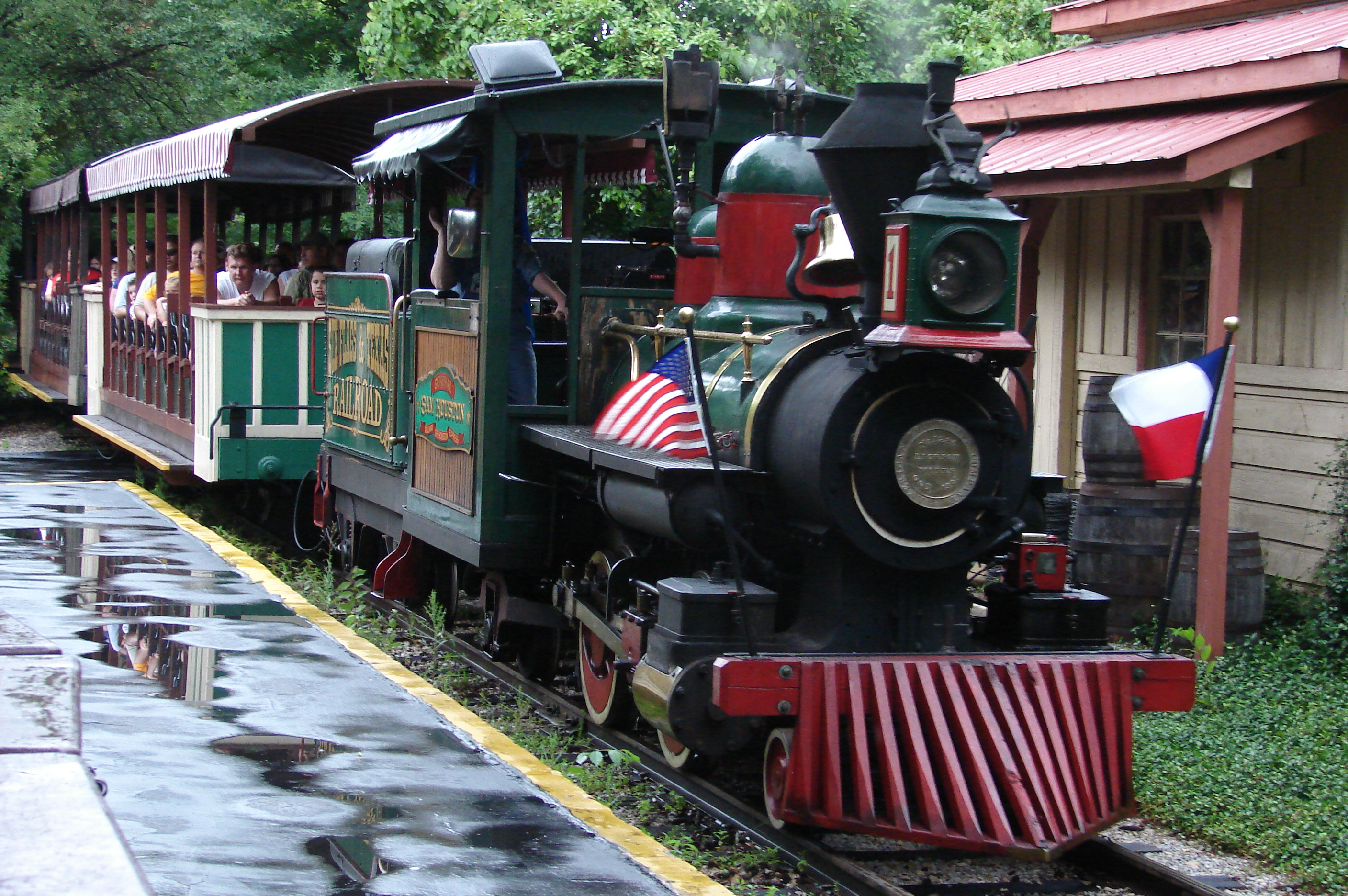
2007년 운영 중인 궤간 식스 플래그스 & 텍사스 철도

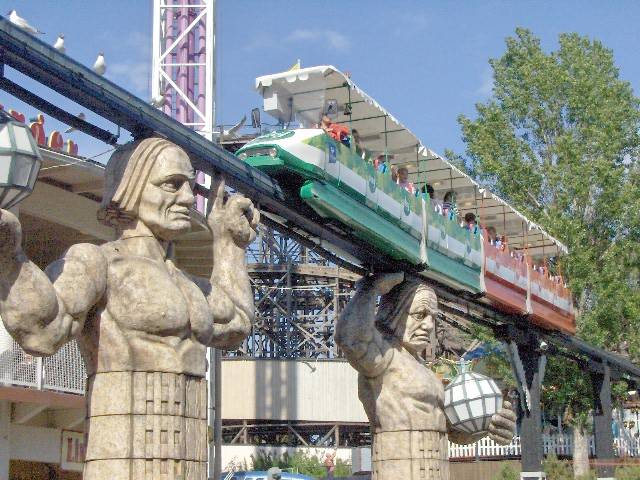
2006년 린난매키 놀이공원의 1979년식 마이세마유나 모노레일

놀이공원 철도는 미국 놀이공원뿐만 아니라 해외에서도 길고 다양한 역사를 가지고 있다. 초기 공원 열차 중 일부는 실제 열차가 아니었다. 이들은 노면전차였으며, 공원 이용객들을 도시에서 정기 철도 노선을 통해 공원이 위치한 철도 종점까지 데려왔다. 펜실베이니아주의 케니우드와 같은 일부 오래된 공원은 트롤리 공원으로 불렸다. 도니 파크 & 와일드워터 킹덤의 탑승 가능한 미니어처 제퍼 철도와 같이 공원 경계 내에서만 운행하는 초기 공원 열차는 대부분 맞춤 제작되었다. 디즈니랜드 철도, 월트 디즈니 월드 철도, 돌리우드 익스프레스를 포함한 몇몇 공원 열차는 일반 철도에서 운행 경력이 있는 기관차를 사용하여 운행한다. 놀이공원 철도는 일반적으로 협궤로, 레일 사이의 간격이 4 ft 8 1⁄2 in (1,435 mm) 표준궤 철도보다 좁다. 놀이공원 철도에서 흔히 사용되는 특정 협궤로는 3 ft (914 mm) 궤간, 2 ft 6 in (762 mm) 궤간, 2 ft (610 mm) 궤간, 15 in (381 mm) 궤간이 있다.
과거 및 현재 제조업체는 다음과 같다.
- 앨런 허쉘 컴퍼니
- 브루크빌 장비 회사
- 캐그니 브라더스
- 챈스 라이드
- 크라운 메탈 프로덕츠
- 커스텀 패브리케이터스
- 커스텀 로코모티브
- 도펠마이어 가라벤타 그룹
- 헐버트 어뮤즈먼트 컴퍼니
- 미니어처 트레인 컴퍼니 (MTC)
- 내셔널 어뮤즈먼트 디바이스 컴퍼니 (NAD)
- 오타웨이
- 샌들리
- 세번 램
- 탬파 메탈 프로덕츠
- 트레인 라이드 언리미티드
- 웨스턴 트레인 컴퍼니

### 워터 라이드

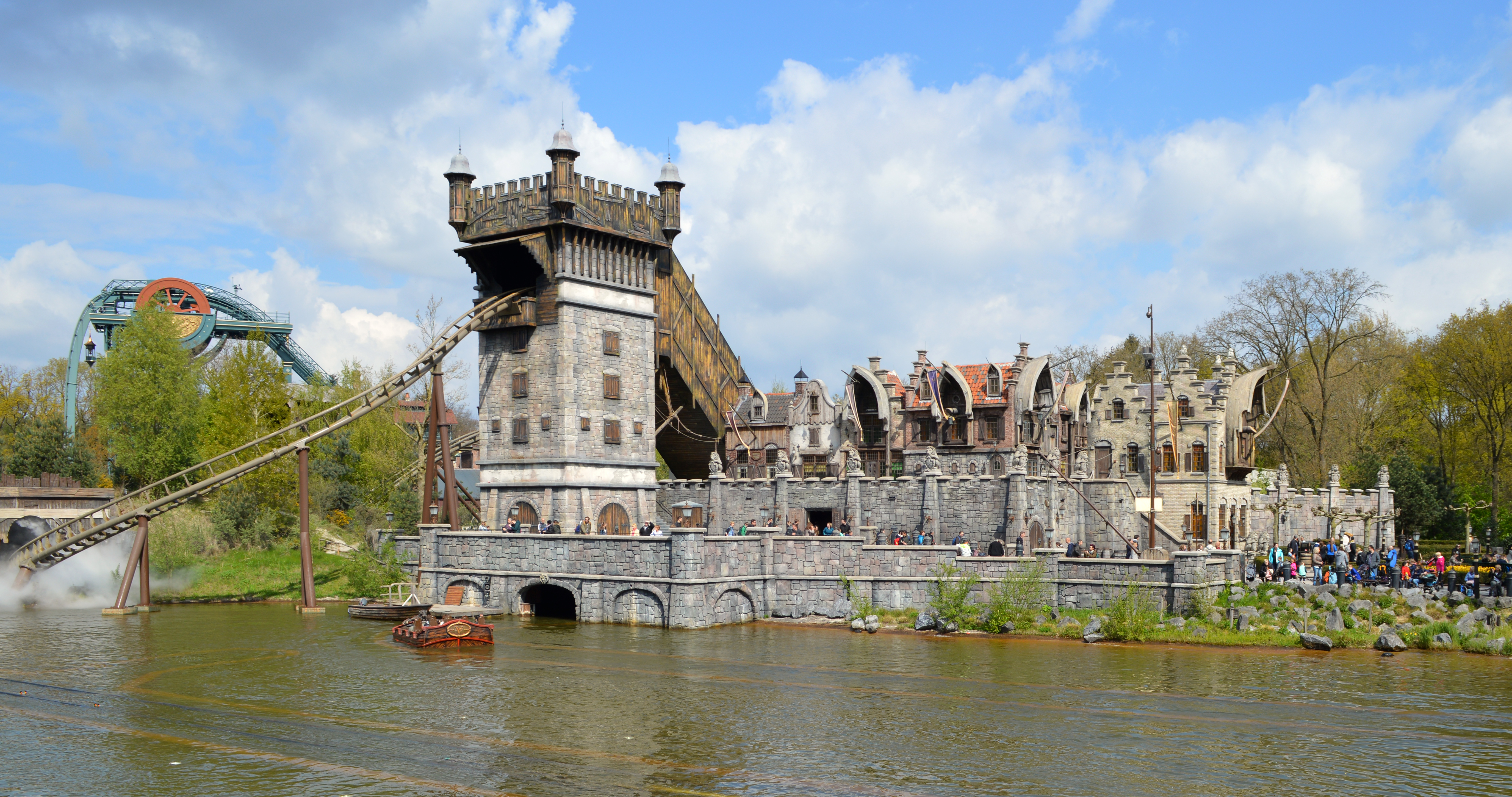
에프텔링의 워터 코스터 더 플리헨더르 홀란더르와 뒤편의 다이브 코스터 바론 1898

수자원을 갖춘 놀이공원에는 일반적으로 플룸라이드, 범퍼 보트, 급류타기, 노 젓는 보트와 같은 몇 가지 수상 놀이기구가 있다. 이러한 놀이기구는 일반적으로 롤러코스터보다 부드럽고 짧으며, 대부분의 연령대에 적합하다. 수상 놀이기구는 특히 더운 날에 인기가 많다.

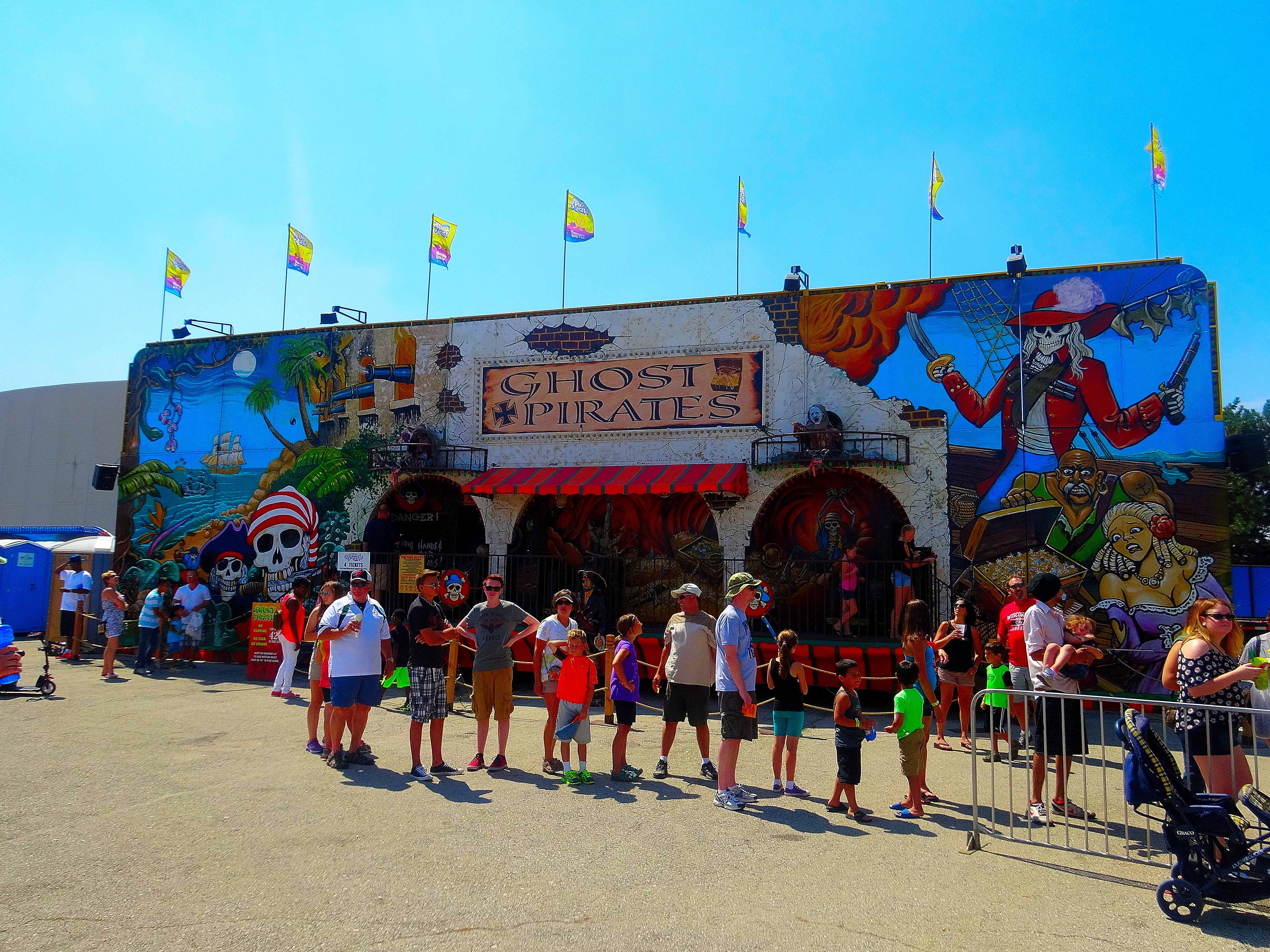
밀워키 카운티 박람회의 고스트 파이럿 다크 라이드

### 다크 라이드
기차 놀이기구와 물놀이 놀이기구 모두와 겹치는 다크 라이드는 조명이 비치는 장면, 조명 효과, 애니메이션, 음악 및 녹음된 대화, 기타 특수 효과를 포함할 수 있는 배열을 통해 안내 차량으로 정해진 경로를 따라 이동하는 밀폐된 놀이기구이다.

### 유령의 집
유령의 집은 스릴 요소를 위해 손님을 겁주는 놀이기구이다. 보통 다크 라이드와 겹친다. 대부분 할로윈 시즌에 개장하지만 일부는 연중 운영된다. 대부분 배우, 조명, 어둠, 안개, 애니매트로닉스를 포함한다.

### 페리스 휠

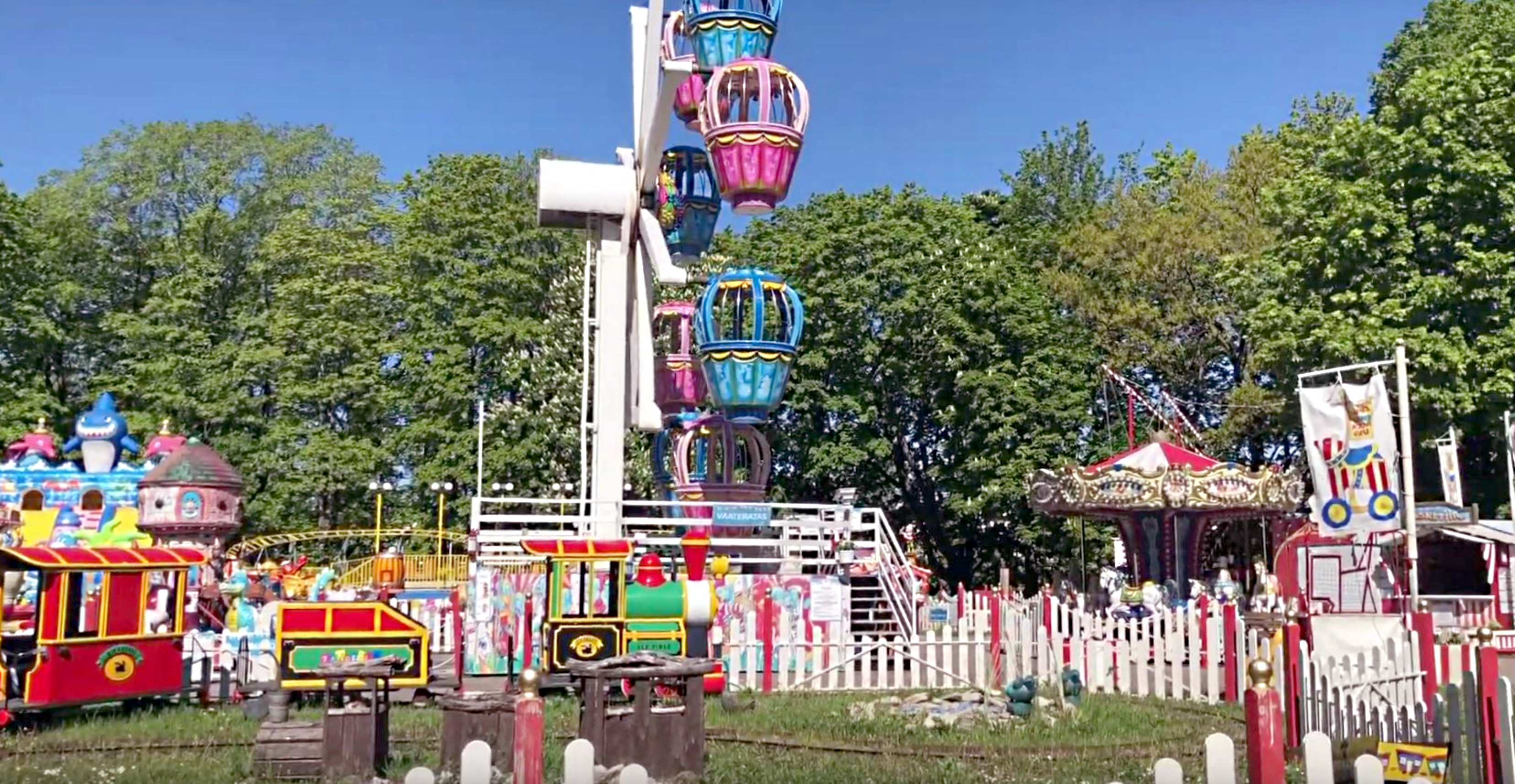
탈린의 루나 루나 놀이공원의 페리스 휠

페리스 휠은 미국 스테이트 페어와 카운티 페어에서 가장 흔한 유형의 놀이기구이다.

### 운송 놀이기구
운송 놀이기구는 대규모 손님을 한 지역에서 다른 지역으로 이동시키는 데 사용되며, 특히 공원이 크거나 멀리 떨어진 지역으로 분리되어 있는 경우 걷는 것의 대안이 된다. 운송 놀이기구에는 체어리프트, 모노레일, 케이블카, 에스컬레이터가 포함된다.
홍콩해양공원은 공원의 저지대와 헤드랜드 지역을 연결하는 1.5-킬로미터 (0.9 mi) 케이블카와 헤드랜드에 세계에서 두 번째로 긴 야외 에스컬레이터를 보유하고 있어 유명하다. 두 운송 수단 모두 공원의 언덕 지형에 대한 경치 좋은 전망을 제공하며, 원래는 스릴이나 즐거움보다는 실용적인 목적으로 고안되었지만, 그 자체로 중요한 공원 명소가 되었다.

## 음식
놀이공원에는 다양한 음식과 음료를 판매하는 매점이 있다. 이곳에서는 솜사탕, 아이스크림, 프라이드 도우, 깔때기빵, 캔디 애플 또는 캐러멜 애플, 감자튀김과 같은 간식류를 제공한다. 식사 메뉴에는 피자, 햄버거, 핫도그, 닭 요리가 포함될 수 있다. 음료로는 탄산음료, 커피, 차, 레모네이드 등이 있다. 튀긴 사탕 바, 튀긴 트윙키, 디핀다트 아이스크림, 블러밍 어니언, "꼬치에 튀긴 버터"와 같은 정크 푸드는 매점에서 찾을 수 있는 별미 중 일부이다. 엠파나다와 타코와 같은 지역 특산물과 민족 음식도 종종 제공된다.

## 같이 보기
- 미니어처 공원